# Liste der Biografien/Petr
Liste der Biografien |
Portal Biografien |
Personensuche
# |
A |
B |
C |
D |
E |
F |
G |
H |
I |
J |
K |
L |
M |
N |
O |
P |
Q |
R |
S |
T |
U |
V |
W |
X |
Y |
Z |
?
 
Pa |
Pc |
Pe |
Pf |
Ph |
Pi |
Pj |
Pk |
Pl |
Pm |
Pn |
Po |
Pr |
Ps |
Pt |
Pu |
Pv |
Pw |
Py
 
Pea |
Peb |
Pec |
Ped |
Pee |
Pef |
Peg |
Peh |
Pei |
Pej |
Pek |
Pel |
Pem |
Pen |
Peo |
Pep |
Peq |
Per |
Pes |
Pet |
Peu |
Pev |
Pew |
Pex |
Pey |
Pez
 
Peta |
Petc |
Pete |
Peth |
Peti |
Petj |
Petk |
Petl |
Petm |
Peto |
Petr |
Pets |
Pett |
Petu |
Petw |
Pety |
Petz
Die Liste der Biografien führt alle Personen auf, die in der deutschsprachigen Wikipedia einen Artikel haben. Dieses ist eine Teilliste mit 921 Einträgen von Personen, deren Namen mit den Buchstaben „Petr“ beginnt.

## Petr
- Petr z Mladoňovic († 1451), böhmischer Geistlicher und Prediger sowie Schriftsteller
- Petr, Jakub (* 1990), tschechischer Fußballspieler
- Petr, Jiří (1931–2014), tschechischer Agrarwissenschaftler
- Petr, Karel (1868–1950), tschechischer Mathematiker
- Petr, Radek (* 1987), tschechischer Fußballtorhüter

### Petra
- Petra, Ismail (1949–2019), Sultan von Kelantan
- Petra, Jenny (1934–2011), deutsche Schlagersängerin
- Petra, Vincenzo (1662–1747), italienischer Geistlicher und Kardinal der Römischen Kirche
- Petra, Yvon (1916–1984), französischer Tennisspieler
- Petracco, Rodolfo (1889–1979), italienischer Architekt und Stadtplaner
- Petráček, Vojtěch (* 1964), tschechischer Kernphysiker
- Petraeus, David (* 1952), US-amerikanischer Militär, General der US Army, Direktor der CIADavid Petraeus (* 1952)

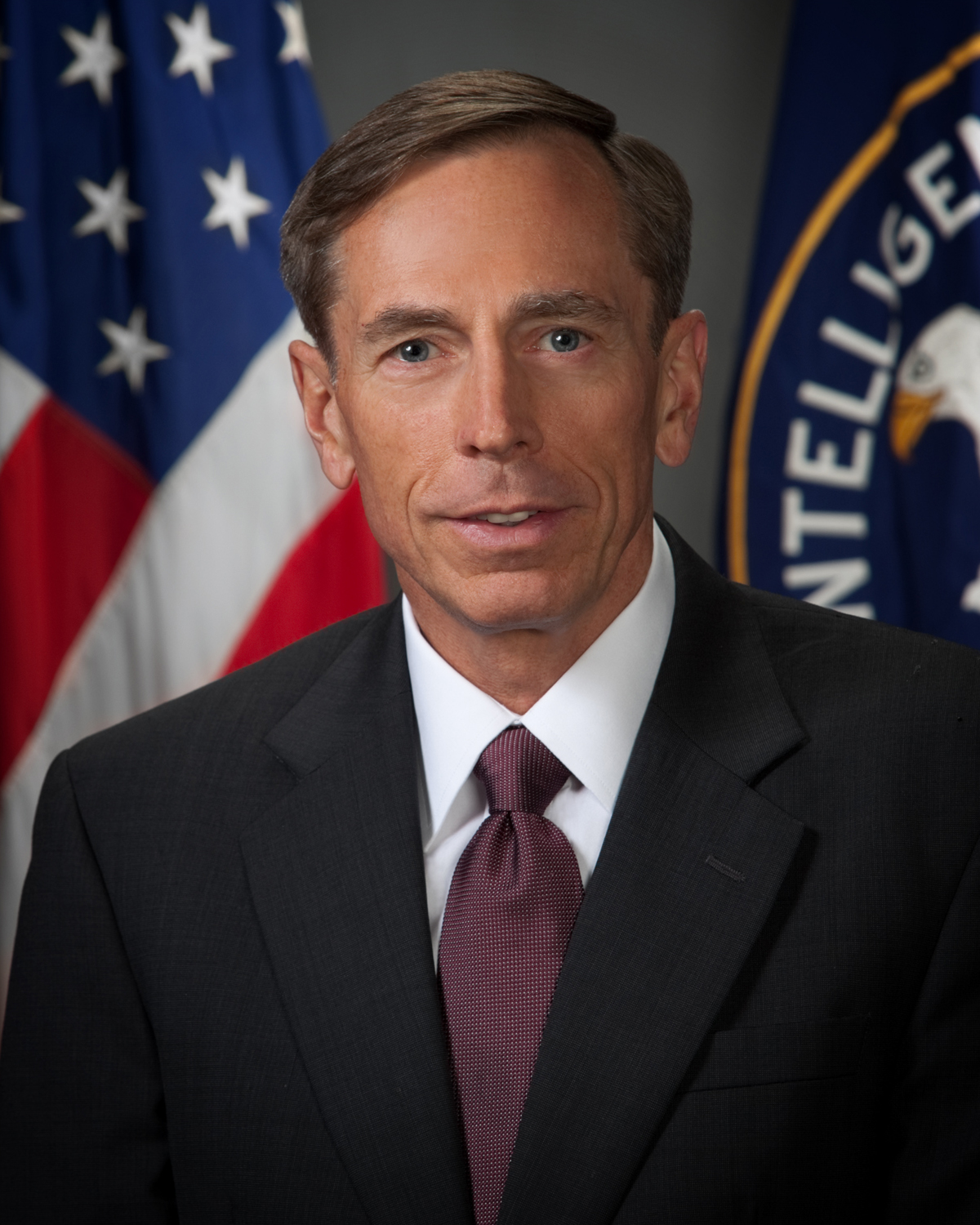
David Petraeus (* 1952)

- Petraeus, Nicolaus (1569–1641), deutscher lutherischer Theologe, Superintendent
- Petræus, Rasmus (* 1989), dänischer Triathlet
- Petraglia, Sandro (* 1947), italienischer Drehbuchautor und Filmkritiker
- Petraitis, Gediminas (* 1989), US-amerikanischer Basketballschiedsrichter litauischer Abstammung
- Petraitis, Gintautas (1944–2022), litauischer Fernschachspieler
- Petrak, Albert (1926–2014), US-amerikanischer Hörfunkmoderator
- Petrák, Eduard Rudolf (1855–1931), Lehrer und Begründer des Österreichischen Riesengebirgsvereins
- Petrak, Franz (1886–1973), österreichischer Botaniker
- Petrak, Josef (1908–1979), österreichischer Liedtexter und Komponist
- Petrak, Michael (* 1956), deutscher Wildbiologe und Jagdwissenschaftler
- Petrák, Ondřej (* 1992), tschechischer Fußballspieler
- Petrak, Ulrich (1753–1814), österreichischer Prior und Lyriker
- Petrakis, Harry Mark (1923–2021), US-amerikanischer Schriftsteller griechischer Herkunft
- Petrakis, Stefanos (1924–2022), griechischer Leichtathlet
- Petrakis, Stelios (* 1975), griechischer Lyraspieler und Instrumentenbauer
- Petrakos, Vasilios (* 1932), griechischer Klassischer Archäologe
- Petrakow, Andrei Alexandrowitsch (1976–2013), russischer Eishockeyspieler
- Petrakow, Nikolai Jakowlewitsch (1937–2014), sowjetischer bzw. russischer Wirtschaftswissenschaftler und Politiker
- Petrakow, Witali Alexandrowitsch (* 1954), sowjetischer Radsportler
- Petraksa, Sukanda (* 2003), thailändische Leichtathletin
- Petrali, Vincenzo (1830–1889), italienischer Komponist und Organist
- Petram, Dieter (* 1951), deutscher Unternehmer
- Petran, Peter (* 1912), deutscher Schauspieler
- Petrangelo, Nick (* 1987), US-amerikanischer Pokerspieler
- Petranhowskyj, Jurij (* 1994), ukrainischer Eishockeyspieler
- Petranoff, Tom (* 1958), US-amerikanisch-südafrikanischer Leichtathlet
- Petranović, Karlo († 1948), Priester, Kriegsverbrecher und Fluchthelfer
- Petranović, Petra (* 1990), kroatische Badmintonspielerin
- Petrarca, Francesco (1304–1374), italienischer DichterFrancesco Petrarca (1304–1374)

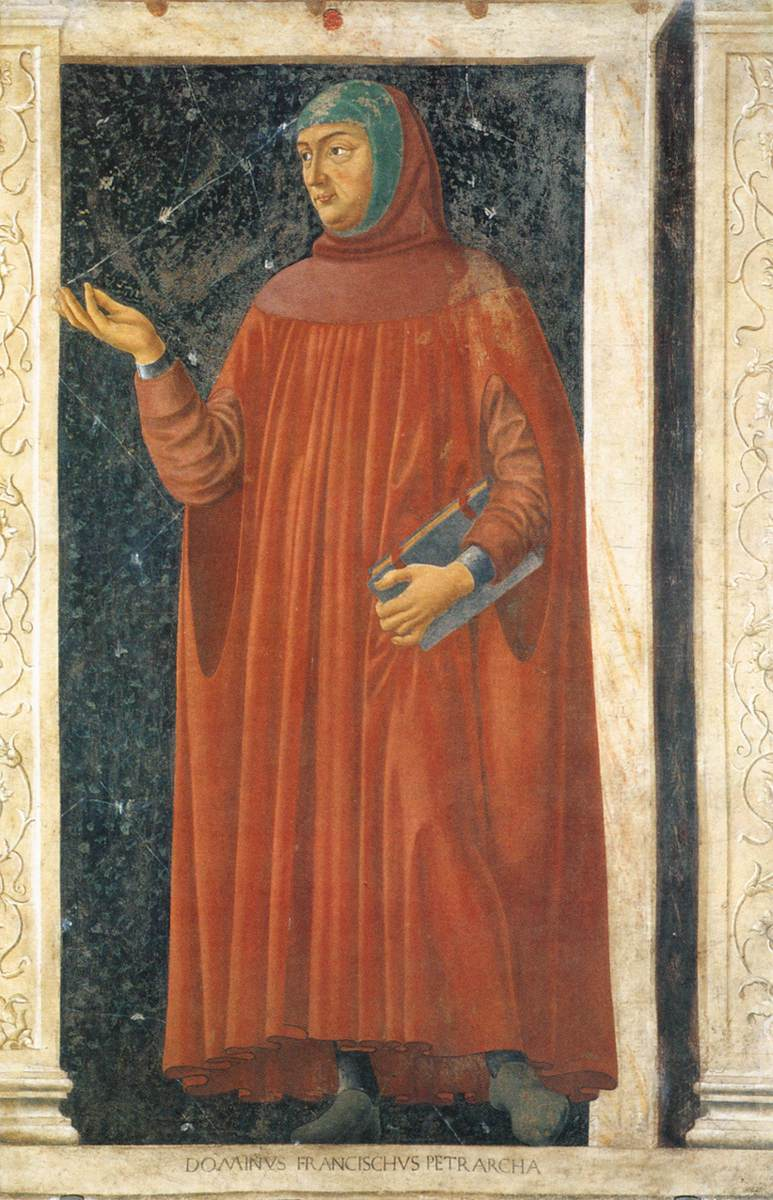
Francesco Petrarca (1304–1374)

- Petrarcameister, Augsburger Zeichner und Maler
- Petras, Armin (* 1964), deutscher Intendant, Theaterregisseur und Autor
- Petras, Ehrenfried (1930–1980), deutscher Mikrobiologe
- Petras, Hans-Sieghard (* 1934), deutscher Chemiker und DDR-Spion
- Petras, Hubert (1929–2010), deutscher Designer und Hochschullehrer in der DDR
- Petras, James (* 1937), US-amerikanischer Soziologe
- Petráš, Ján (* 1986), slowakischer Fußballspieler
- Petras, Kim (* 1992), deutsche Sängerin und SongwriterinKim Petras (* 1992)

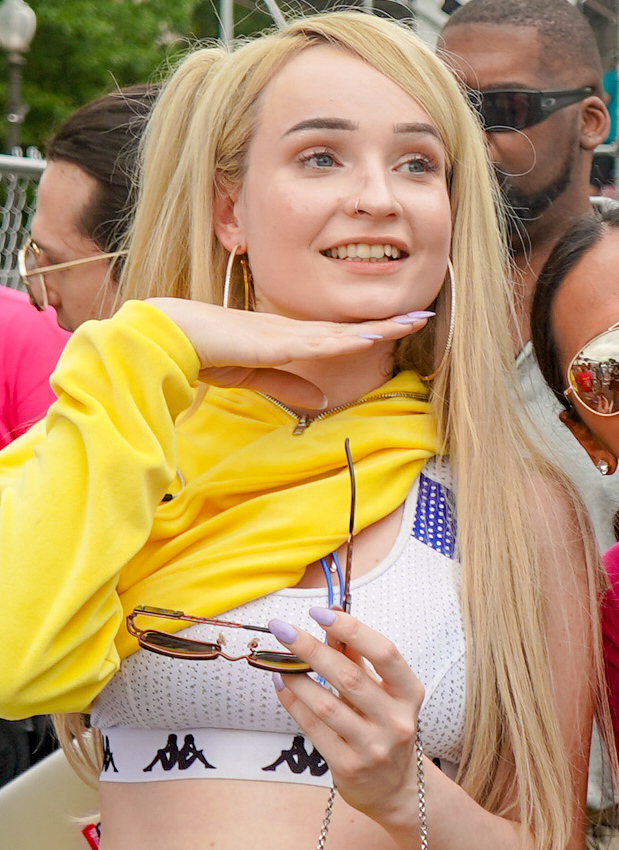
Kim Petras (* 1992)

- Petráš, Martin (* 1979), slowakischer Fußballspieler
- Petráš, Michal (* 1996), slowakischer Volleyballspieler
- Petras, Otto (1886–1945), deutscher Leiter eine Jugendbesserungsanstalt und Publizist
- Petras, Paul (1860–1941), schlesischer Heimatdichter
- Petras, Vivien, deutsche Informationswissenschaftlerin
- Petrasch, Joseph von (1714–1772), Schriftsteller und Philologe
- Petrasch, Serhij (* 1978), ukrainischer Billardspieler
- Petrasch, Verena (* 1981), österreichische Schriftstellerin
- Petrascheck, Walther E. (1906–1991), österreichischer Geologe
- Petrascheck, Wilhelm (1876–1967), österreichischer Geologe
- Petraschewitsch, Galina Lwowna (1903–1999), sowjetisch-ukrainische Bildhauerin
- Petraschk, Erich (1906–1981), deutscher Schauspieler
- Petraschk, Karl-Artur (1901–1976), deutscher Fotograf, Schauspieler, Bühnenbildner und Grafiker
- Petraschk, Margarete (1898–1986), deutsche Museologin und Heimatforscherin
- Petraschke, Richard Jakob (1885–1937), deutsch-schweizerischer Bildhauer
- Petrasek, David (* 1976), schwedischer Eishockeyspieler
- Petrásek, Martin (* 1966), tschechischer Skilangläufer
- Petraškevičs, Jānis (* 1978), lettischer Komponist
- Petrassi, Goffredo (1904–2003), italienischer Komponist
- Petrat, Hans (* 1982), deutscher Skispringer
- Petrat, Nils (* 1980), deutscher römisch-katholischer Geistlicher
- Petratos, Dimitri (* 1992), australisch-griechischer Fußballspieler
- Petrausch, Sarah (* 1990), deutsche Volleyball-Nationalspielerin
- Petrauschke, Hans-Jürgen (* 1956), deutscher Politiker (CDU), Landrat des Rhein-Kreises NeussHans-Jürgen Petrauschke (* 1956)

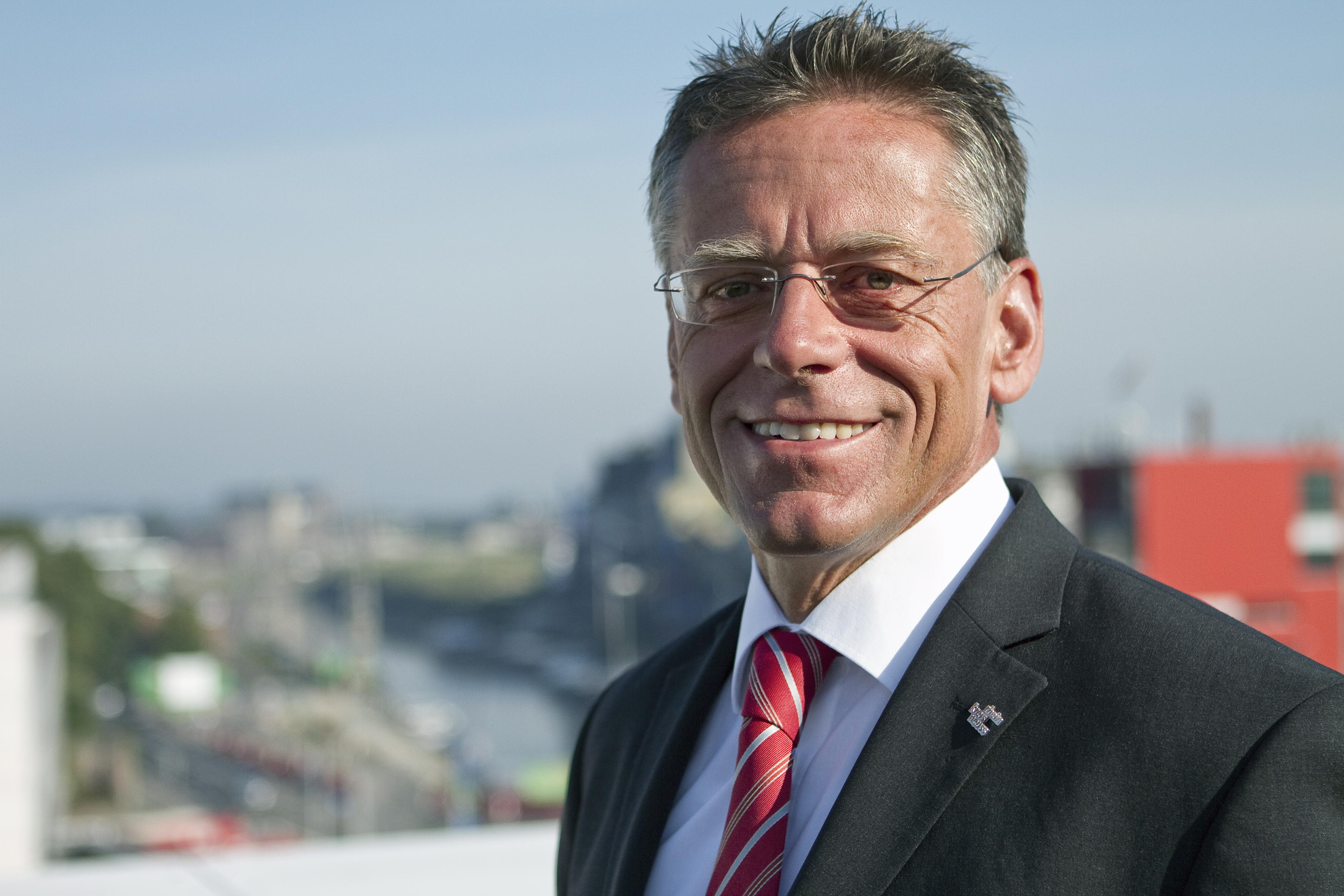
Hans-Jürgen Petrauschke (* 1956)

- Petrauskaitė, Modesta (* 1987), litauische Politikerin
- Petrauskas, Benediktas (* 1955), litauischer Politiker
- Petrauskas, Evaldas (* 1992), litauischer Boxer
- Petrauskas, Mindaugas (* 1954), litauischer Physiker und Politiker, Vizeminister
- Petrauskas, Modestas, litauischer Brigadegeneral
- Petrauskas, Raimondas (* 1960), litauischer Jurist und Staatsanwalt
- Petrauskas, Valdas (* 1965), litauischer Politiker, Mitglied des Seimas und Chirurg
- Petrauskas, Vilius (* 1974), litauischer Strongman
- Petrauskas, Zenonas (1950–2009), litauischer Völkerrechtler und stellvertretender Außenminister Litauens
- Petrauskienė, Jurgita (* 1975), litauische Politikerin
- Petrauskienė, Milda (* 1949), litauische Politikerin
- Petrauskienė, Rasa (* 1976), litauische Politikerin (TS-LKD), Mitglied des Seimas
- Petravić, Maja, kroatische Fußballschiedsrichterassistentin
- Petravičius, Deimantas (* 1995), litauischer Fußballspieler
- Petravičius, Marijonas (* 1979), litauischer Basketballspieler
- Petravičius, Viktoras (1906–1989), litauischer Holzschneider, Figurenmaler und Illustrator
- Petrażycki, Leon (1867–1931), polnischer Philosoph, Jurist und Soziologe
- Petrazzi, Astolfo (1583–1665), italienischer Maler
- Petrazzuolo, Giancarlo (* 1980), italienischer Tennisspieler

### Petre
- Petre, Ciprian (* 1980), rumänischer Fußballspieler
- Petre, Esthera (* 1990), rumänische Hochspringerin
- Petre, Florentin (* 1976), rumänischer Fußballspieler und -trainer
- Petre, Francis (1847–1918), neuseeländischer Architekt
- Petre, John, 1. Baron Petre (1549–1613), englischer Adliger und Politiker
- Petre, Kay (1903–1994), kanadische Automobilrennfahrerin
- Pêtre, Léon (1881–1956), französischer Kolonialbeamter
- Petre, Luminitza, rumänische Violinistin und Konzertmeisterin
- Petre, Maria (* 1951), rumänische Politikerin und MdEP für Rumänien
- Petre, Ovidiu (* 1982), rumänischer Fußballspieler
- Petre, William († 1572), englischer Politiker und Staatsmann
- Petre, William, 2. Baron Petre (1575–1637), englischer Adliger und Politiker
- Petrea-Lazăr, Georgeta (* 1973), rumänische Leichtathletin
- Petreanu, Victoria-Ștefania (* 2003), rumänische Ruderin
- Petrecki, Nick (* 1989), US-amerikanischer Eishockeyspieler
- Petrei, Bertl (1919–2004), österreichischer Journalist
- Petreikis, Benas (* 1992), litauischer Handballspieler
- Petreikis, Donatas (* 1993), litauischer Jazzmusiker (Saxophon, Komponist)
- Petreikis, Saulius (* 1984), litauischer Weltmusik-Künstler
- Petreius, Johannes († 1550), deutscher Drucker
- Petreius, Marcus († 46 v. Chr.), römischer Politiker und Feldherr
- Petrel, Peter (* 1940), deutscher Sänger aus dem Bereich des Schlagers, der volkstümlichen Musik und des JazzPeter Petrel (* 1940)

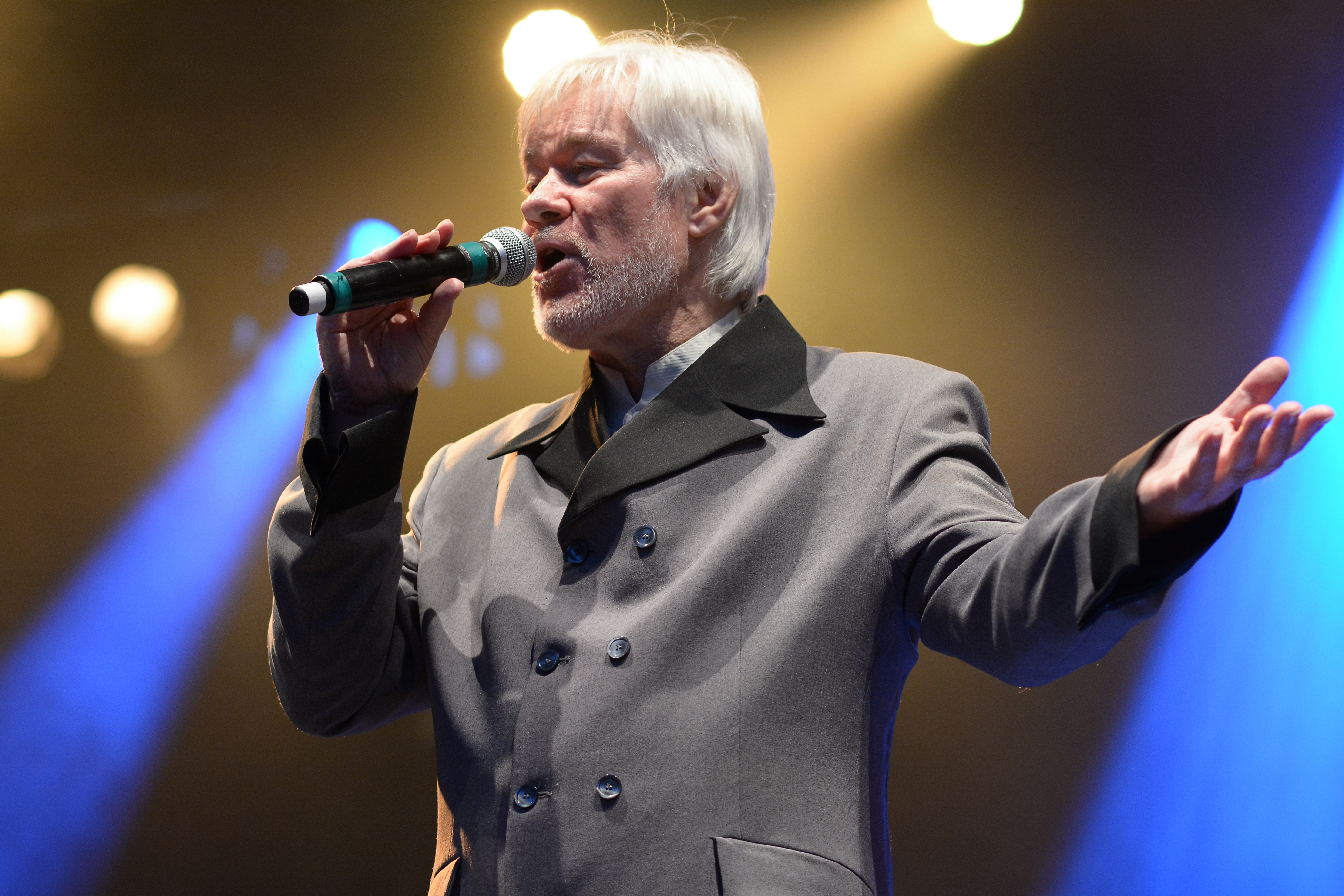
Peter Petrel (* 1940)

- Petrelis, Thanos (* 1975), griechischer Sänger
- Petrell, Lennart (* 1984), finnischer Eishockeyspieler und -trainer
- Petrella Da Bologna, Vittorio (1886–1951), italienischer Maler des Futurismus
- Petrella, Angelo (* 1978), italienischer Schriftsteller
- Petrella, Clara (1914–1987), italienische Sopranistin
- Petrella, Errico (1813–1877), italienischer Opernkomponist
- Petrella, Gianluca (* 1975), italienischer Jazz-Posaunist
- Petrella, Ivan (* 1969), argentinischer Theologe
- Petrella, Nick, US-amerikanischer Perkussionist und Musikpädagoge
- Petrella, Riccardo (* 1941), italienischer Politologe, Soziologe und Menschenrechtler
- Petrella, Vito (* 1965), italienischer Leichtathlet
- Petrelli, Giuliano, italienischer Schauspieler, Filmregisseur und Dokumentarfilmer
- Petrelli, Giuseppe (1873–1962), italienischer Geistlicher, Bischof von Lipa und Diplomat des Vatikans
- Petrén, Ann (* 1954), schwedische SchauspielerinAnn Petrén (* 1954)

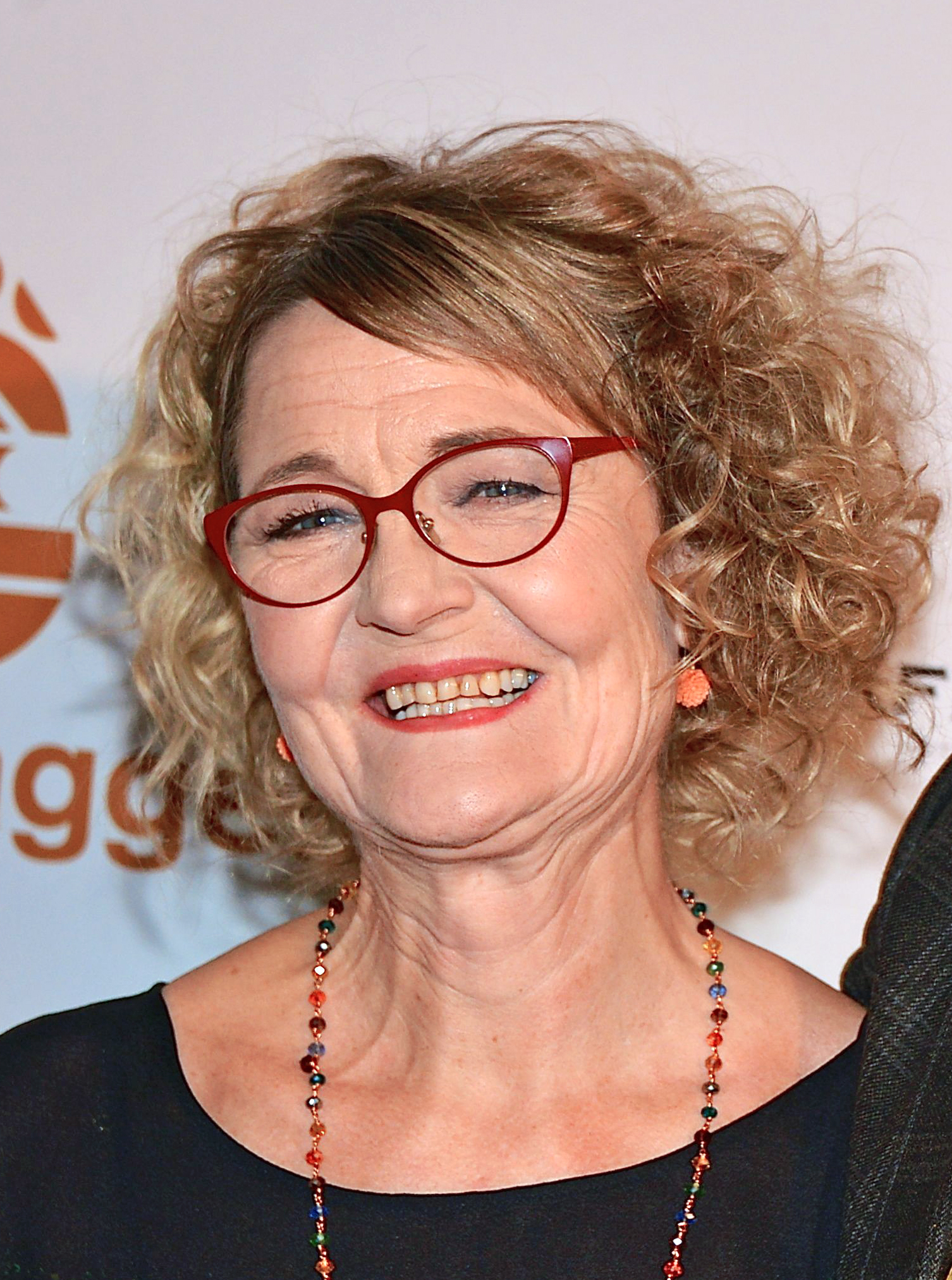
Ann Petrén (* 1954)

- Petrén, Melissa (* 1995), schwedische Handballspielerin
- Petrén, Sture (1908–1976), schwedischer Jurist und Richter am Internationalen Gerichtshof
- Petrén-Overton, Louise (1880–1977), schwedische Mathematikerin
- Petrenko, Alexander Alexandrowitsch (* 1983), russischer Dreispringer
- Petrenko, Alexander Anatoljewitsch (1976–2006), russischer Basketballspieler
- Petrenko, Igor Petrowitsch (* 1977), russischer Schauspieler
- Petrenko, Ihor (* 1938), sowjetisch-ukrainischer Stabhochspringer
- Petrenko, Iryna (* 1992), ukrainische Biathletin
- Petrenko, Jurij (* 1977), ukrainischer Handballspieler
- Petrenko, Kirill Garrijewitsch (* 1972), russisch-österreichischer DirigentKirill Garrijewitsch Petrenko (* 1972)

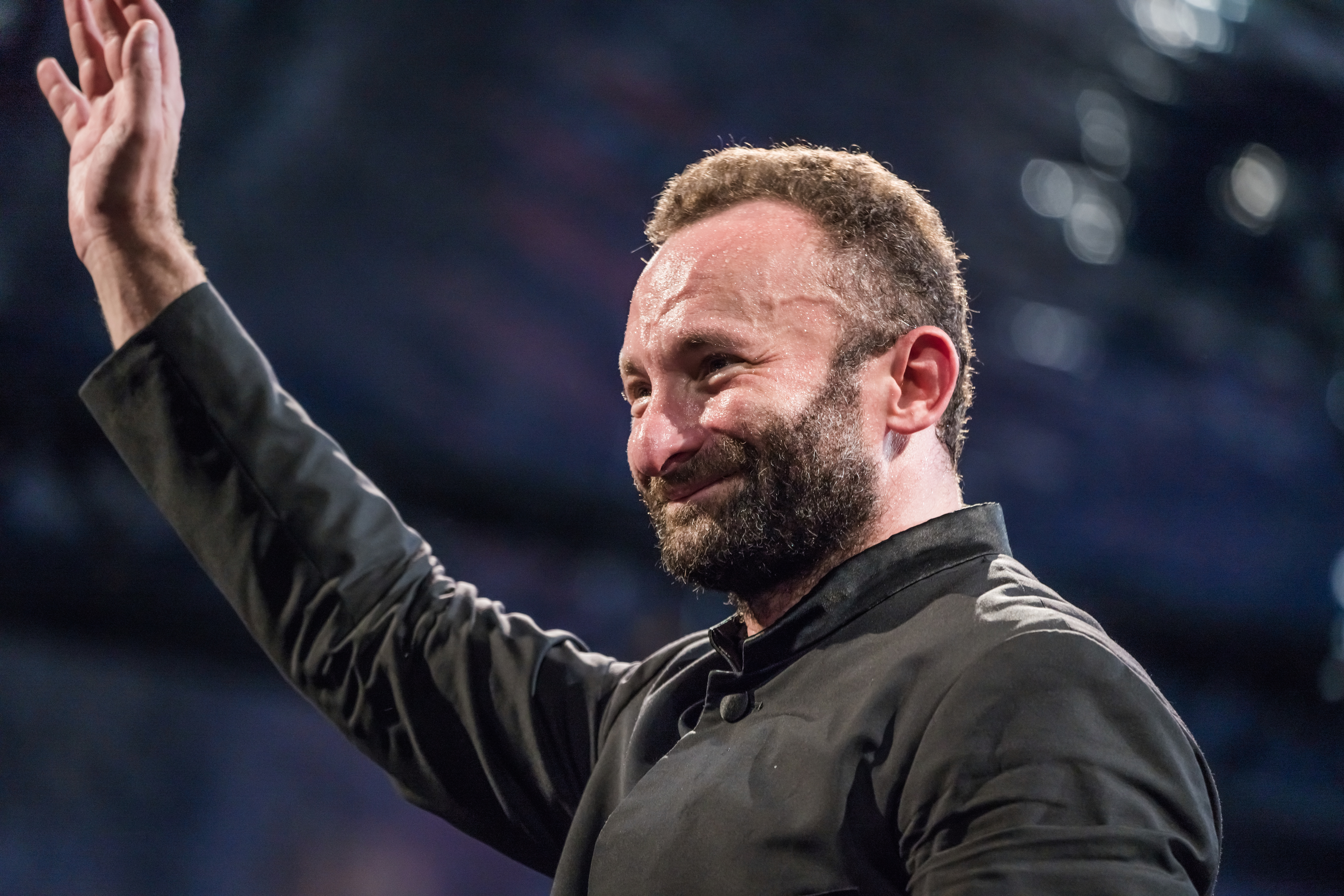
Kirill Garrijewitsch Petrenko (* 1972)

- Petrenko, Mychajlo (1817–1862), ukrainischer Poet und Dramatiker
- Petrenko, Oleksij (* 1992), ukrainischer Biathlet
- Petrenko, Pawlo (* 1979), ukrainischer Justizminister
- Petrenko, Sergei Anatoljewitsch (* 1955), russischer Fußballspieler und -trainer
- Petrenko, Sergei Anatoljewitsch (* 1968), ukrainisch-russischer Eishockeyspieler
- Petrenko, Serhij (* 1955), sowjetisch-ukrainischer Kanute
- Petrenko, Wassili Eduardowitsch (* 1976), russischer Dirigent
- Petrenko, Wiktor (* 1969), ukrainischer Eiskunstläufer
- Petrenko, Wiktorija (* 2001), ukrainische Tennisspielerin
- Petrenko, Wolodymyr (* 1944), ukrainischer Ingenieurwissenschaftler, Politiker und Unternehmensmanager
- Petrenko-Krittschenko, Pawel Iwanowitsch (1866–1944), russischer Chemiker
- Petrenz, Otto (1878–1953), deutscher Bildhauer
- Petres, Magor Tivadar (* 1985), rumänischer Eishockeyspieler
- Petrescu, Anca (1949–2013), rumänische Architektin und Politikerin
- Petrescu, Cristian (* 1950), französisch-rumänischer Pianist
- Petrescu, Dan (* 1967), rumänischer Fußballspieler und -trainerDan Petrescu (* 1967)

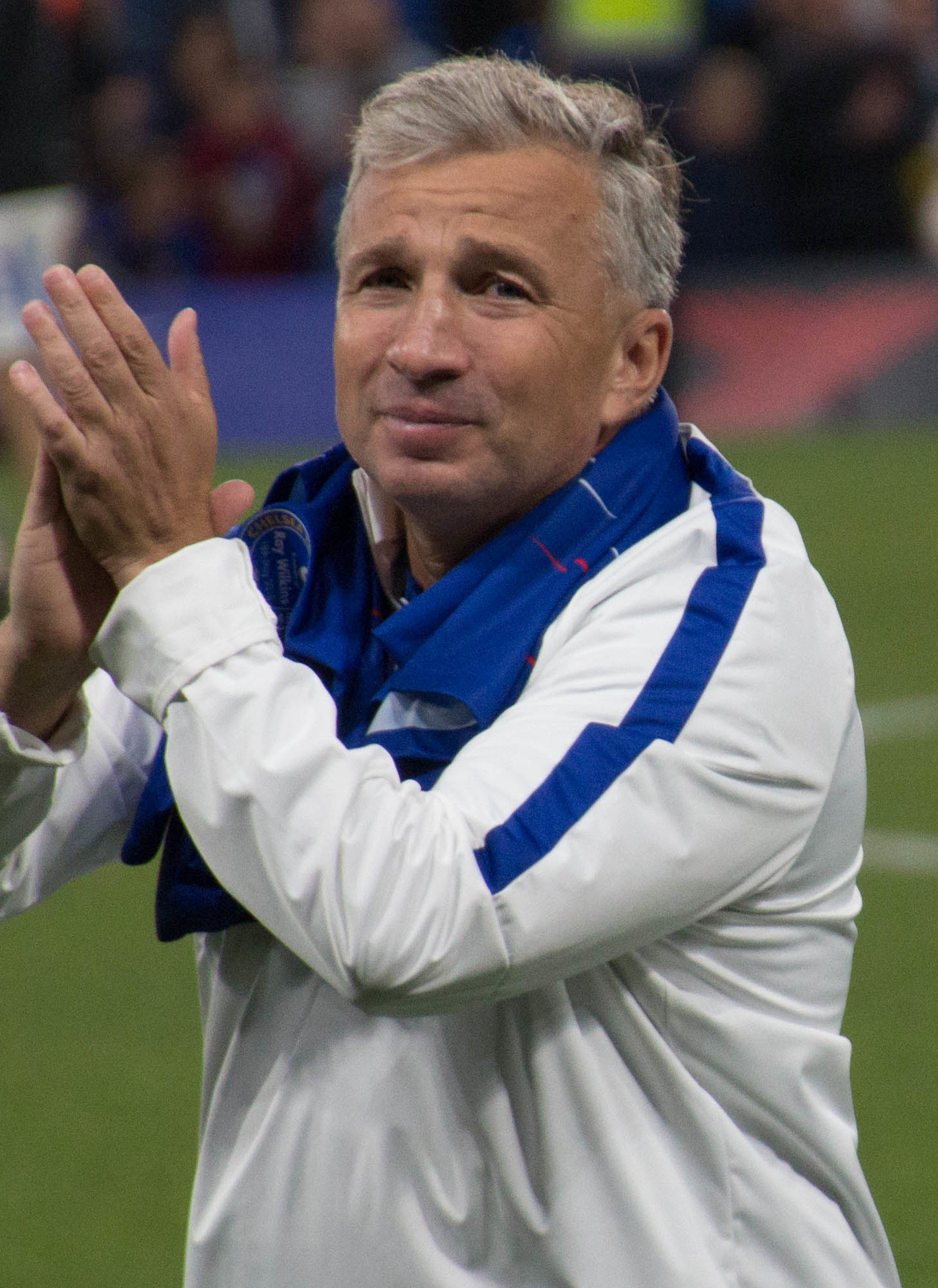
Dan Petrescu (* 1967)

- Petrescu, Daniel (* 1971), rumänischer Generalleutnant
- Petrescu, Daniela (* 1968), rumänische Hindernis-, Langstrecken- und Mittelstreckenläuferin
- Petrescu, Doina (* 1960), rumänische Architektin und Forscherin
- Petrescu, Dumitru (1906–1969), rumänischer Politiker (PCR)
- Petrescu, Gică (1915–2006), rumänischer Komponist und Schlagersänger
- Petrescu, Irina (1941–2013), rumänische Schauspielerin
- Petrescu, Marian (* 1970), rumänischer Jazzpianist
- Petrescu, Radu (* 1982), rumänischer Fußballschiedsrichter
- Petrescu, Ștefan (1931–1993), rumänischer Sportschütze
- Petretic, Laïa (* 2004), französische Tennisspielerin
- Petretta, Raoul (* 1997), italienischer Fussballspieler
- Petreus, Heinrich (1546–1615), deutscher Jurist und Humanist
- Petreus, Johannes († 1603), Pastor und Chronist

### Petri
- Petri Gothus, Laurentius († 1579), schwedischer Theologe und der zweite lutherische Erzbischof von Uppsala
- Petri, Adam (1454–1527), Basler Buchdrucker und Verleger
- Petri, Anton (1928–2005), deutscher Musiker und Autor
- Petri, Anton Peter (1923–1995), deutscher Lehrer, Historiker und Volkskundler
- Petri, August (* 1878), deutscher Fechter und DFB-Präsident
- Petri, Bernhard (1767–1853), österreichischer Agronom
- Petri, Carl Adam (1926–2010), deutscher Mathematiker und InformatikerCarl Adam Petri (1926–2010)

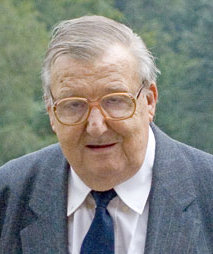
Carl Adam Petri (1926–2010)

- Petri, Cunerus († 1580), Theologe und Hochschullehrer, Weihbischof in Münster
- Petri, Daniele (* 1980), italienischer Dartspieler
- Petri, Dietrich Moritz (1782–1863), lippischer Landtagsabgeordneter und Bürgermeister von Lemgo
- Petri, Eckhard (1949–2019), deutscher Gynäkologe und Geburtshelfer
- Petri, Edda (* 1966), deutsche Schauspielerin und Autorin
- Petri, Eduard Juljewitsch (1854–1899), russischer Geograph und Anthropologe
- Petri, Egon (1881–1962), niederländisch-amerikanischer klassischer Pianist
- Petri, Elio (1929–1982), italienischer Filmregisseur und Drehbuchautor
- Petri, Emil (1852–1918), französisch-deutscher Jurist und Politiker, Staatssekretär, MdR
- Petri, Ernst August Bernhard (1744–1809), deutscher Landschaftsarchitekt
- Petri, Franz (1903–1993), deutscher Geschichtswissenschaftler
- Petri, Franziska (* 1973), deutsche SchauspielerinFranziska Petri (* 1973)

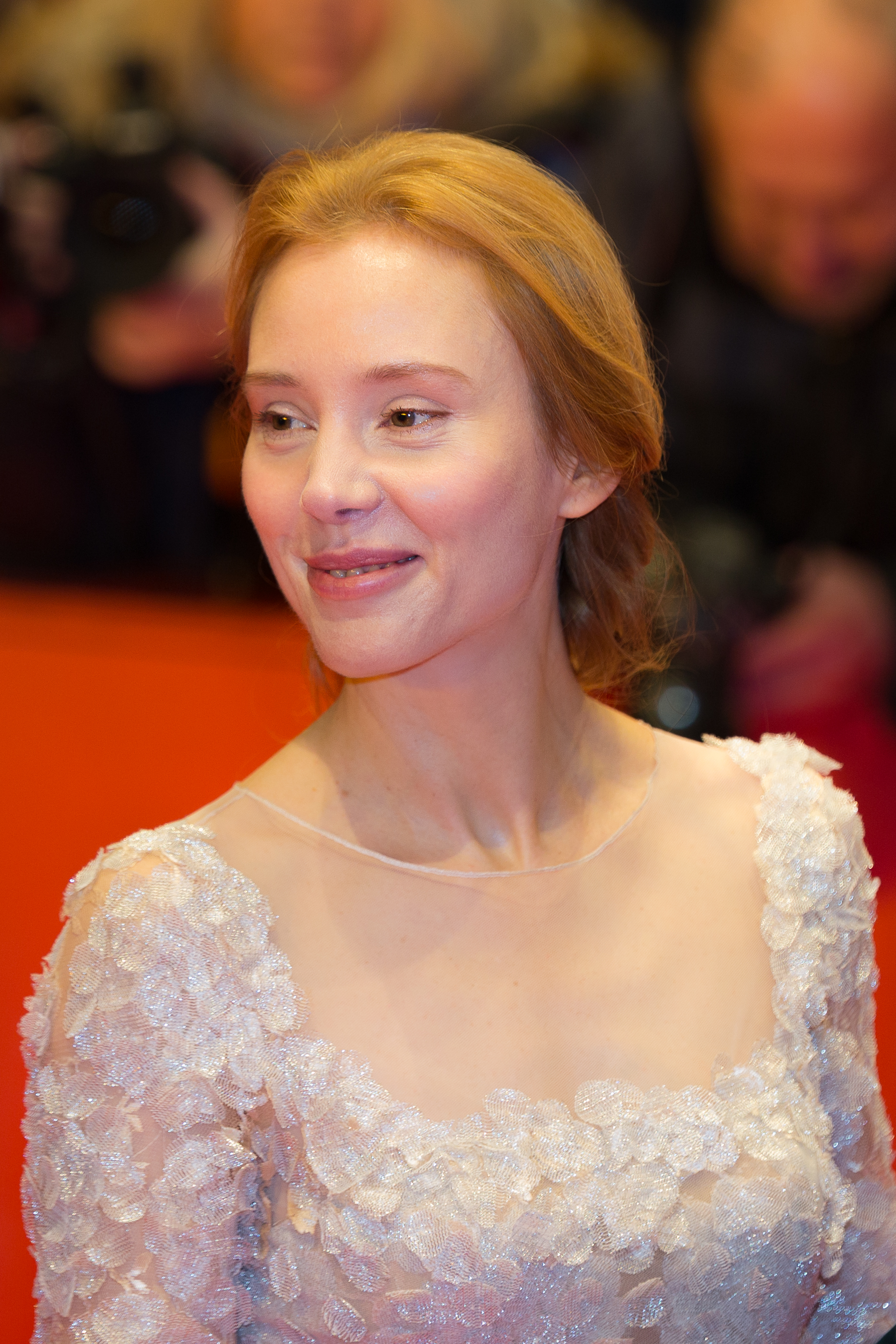
Franziska Petri (* 1973)

- Petri, Friedrich (1866–1951), deutscher Philologe und Gymnasiallehrer
- Petri, Friedrich Erdmann (1776–1850), deutscher Theologe, Lehrer und Autor
- Petri, Friedrich Simon Leopold (1775–1850), deutscher Beamter und Richter im Fürstentum Lippe
- Petri, Gabi (* 1960), Schweizer Politikerin (Grüne)
- Petri, Georg Gottfried (1715–1795), deutscher Kantor und Komponist
- Petri, Gottfried (1713–1781), deutscher Geistlicher
- Petri, Gustaf (1885–1964), schwedischer Militärhistoriker und General
- Petri, Gustav (1888–1945), deutscher Oberst der Wehrmacht
- Petri, György (1943–2000), ungarischer Lyriker
- Petri, Hans (1877–1945), deutscher General der Infanterie im Zweiten Weltkrieg
- Petri, Hans (1880–1974), evangelischer Theologe
- Petri, Hans Wilbert (1901–1944), deutscher Jurist, Bürgermeister von Wattenscheid
- Petri, Heather (* 1978), US-amerikanische Wasserballspielerin
- Petri, Heinrich (1508–1579), Schweizer Buchdrucker
- Petri, Heinrich (1834–1872), deutscher Historienmaler
- Petri, Heinrich (1934–2022), deutscher Theologe
- Petri, Helmut (1907–1986), deutscher Ethnologe
- Petri, Henri (1856–1914), niederländischer klassischer Violinist und Komponist
- Petri, Hermann (1883–1957), deutscher Politiker (SPS, SPD), MdL
- Petri, Hermann (1885–1963), deutscher Verwaltungsjurist und Direktor des Oberversicherungsamtes Detmold
- Petri, Horst (1936–2022), deutscher Arzt, Psychoanalytiker und Autor
- Petri, Ilse (1918–2018), deutsche Schauspielerin und Hörspielsprecherin
- Petri, Isaak Jacob von (1705–1776), deutscher Ingenieur, Kartograph, Architekt
- Petri, Jannek (* 1975), deutscher Schauspieler
- Petri, Johann Friedrich (1751–1830), deutscher reformierter Geistlicher
- Petri, Johann Heinrich (1747–1830), deutscher Schuhmachermeister
- Petri, Johann Ludwig (1714–1794), deutscher Gartenkünstler
- Petri, Johann Nikolaus (1673–1741), deutscher Hofgärtner und Landschaftsarchitekt
- Petri, Johann Peter (1752–1834), Räuber und Komplize des Schinderhannes
- Petri, Johann Samuel (1738–1808), deutscher Komponist, Pädagoge, Kantor und Autor
- Petri, Johannes (1441–1511), deutscher Buchdrucker
- Petri, Johannes (1873–1960), deutscher Verwaltungsjurist und Bezirksoberamtmann
- Petri, Julius (1868–1894), deutscher Schriftsteller
- Petri, Julius Richard (1852–1921), deutscher Bakteriologe
- Petri, Karl (1913–1983), deutscher Politiker (SPS, SPD), MdL
- Petri, Lajos (1884–1963), ungarischer Bildhauer
- Petri, Laurentius (1499–1573), schwedischer reformatorischer Erzbischof
- Petri, Leo (1876–1961), deutscher Generalleutnant der Waffen-SS und SS-Gruppenführer
- Petri, Leopold (1876–1963), deutscher Jurist, Polizeipräsident in Bremen
- Petri, Ludwig Adolf (1803–1873), deutscher neulutherischer Theologe
- Petri, Melita (1891–1968), deutsche Schauspielerin
- Petri, Michael (* 1977), deutscher Fußballspieler
- Petri, Michala (* 1958), dänische Blockflötistin
- Petri, Mona (* 1976), Schweizer Schauspielerin
- Petri, Moritz Leopold (1802–1873), deutscher Jurist, Politiker und Schriftsteller
- Petri, Nadja (* 1976), deutsche Schauspielerin und Sängerin
- Petri, Nina (* 1963), deutsche Schauspielerin, Hörbuch- sowie HörspielsprecherinNina Petri (* 1963)

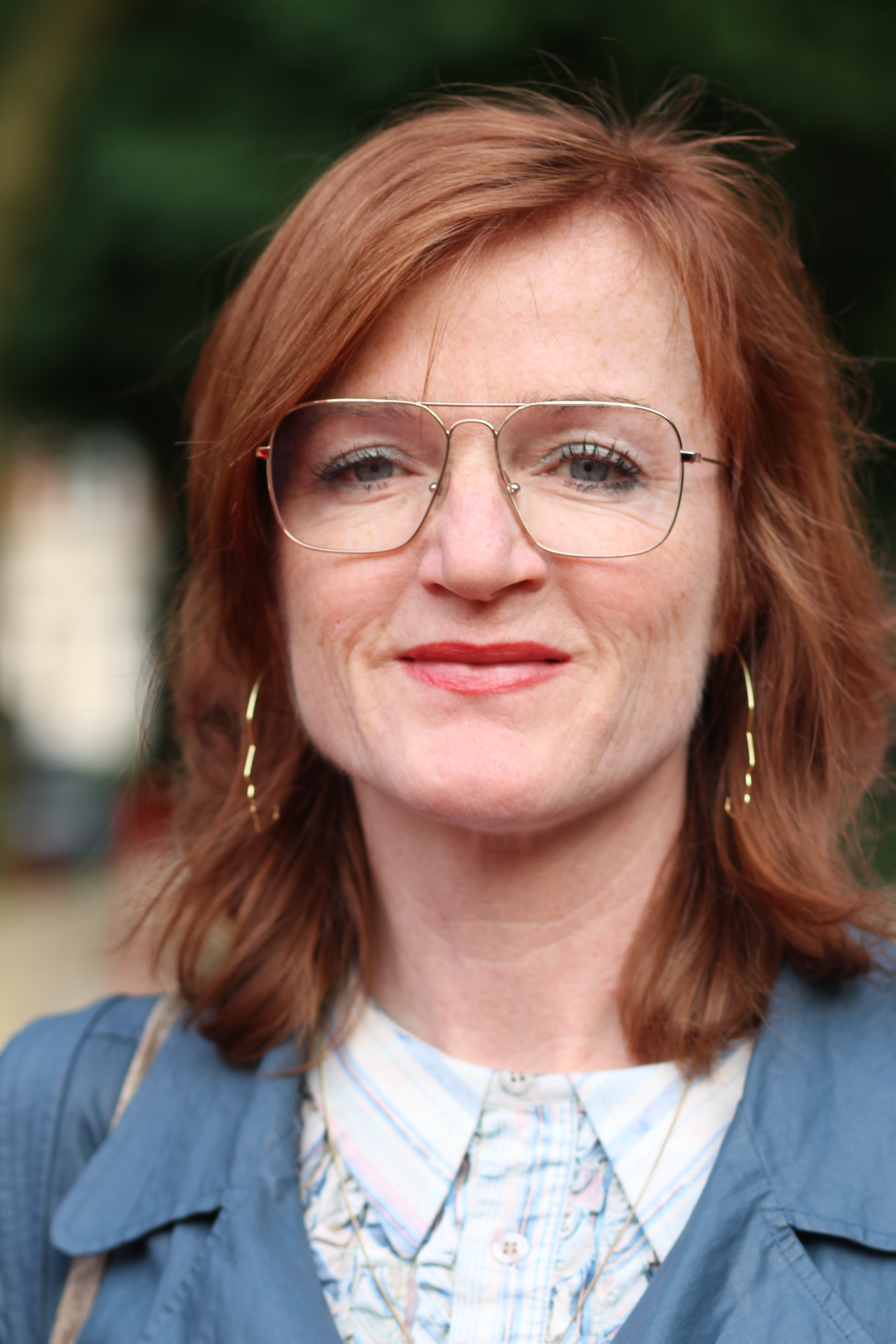
Nina Petri (* 1963)

- Petri, Norbert (1912–1978), rumänischer Musikwissenschaftler und Komponist
- Petri, Olaus (1493–1552), schwedischer Theologe und Reformator
- Petri, Oskar von (1860–1944), deutscher Bauingenieur und Manager
- Petri, Otto (1902–1982), deutscher Leichtathlet
- Petri, Paulina (* 2000), polnische Bahnradsportlerin
- Petri, Philipp (1800–1868), deutscher Miniatur- und Porzellanmaler
- Petri, Rhabanus (* 1963), deutscher Ordensgeistlicher, Abt und Sänger
- Petri, Richard (1823–1906), sächsischer Staatsanwalt und Parlamentarier
- Petri, Richardus (1597–1678), deutscher Prediger
- Petri, Rudolf (1915–1980), buddhistischer Mönch
- Petri, Sonja (* 1963), deutsche Ruderin
- Petri, Theodor (1846–1903), deutscher Bürgermeister
- Petri, Thomas (* 1967), deutscher Jurist, Landesdatenschutzbeauftragter des Freistaates BayernThomas Petri (* 1967)

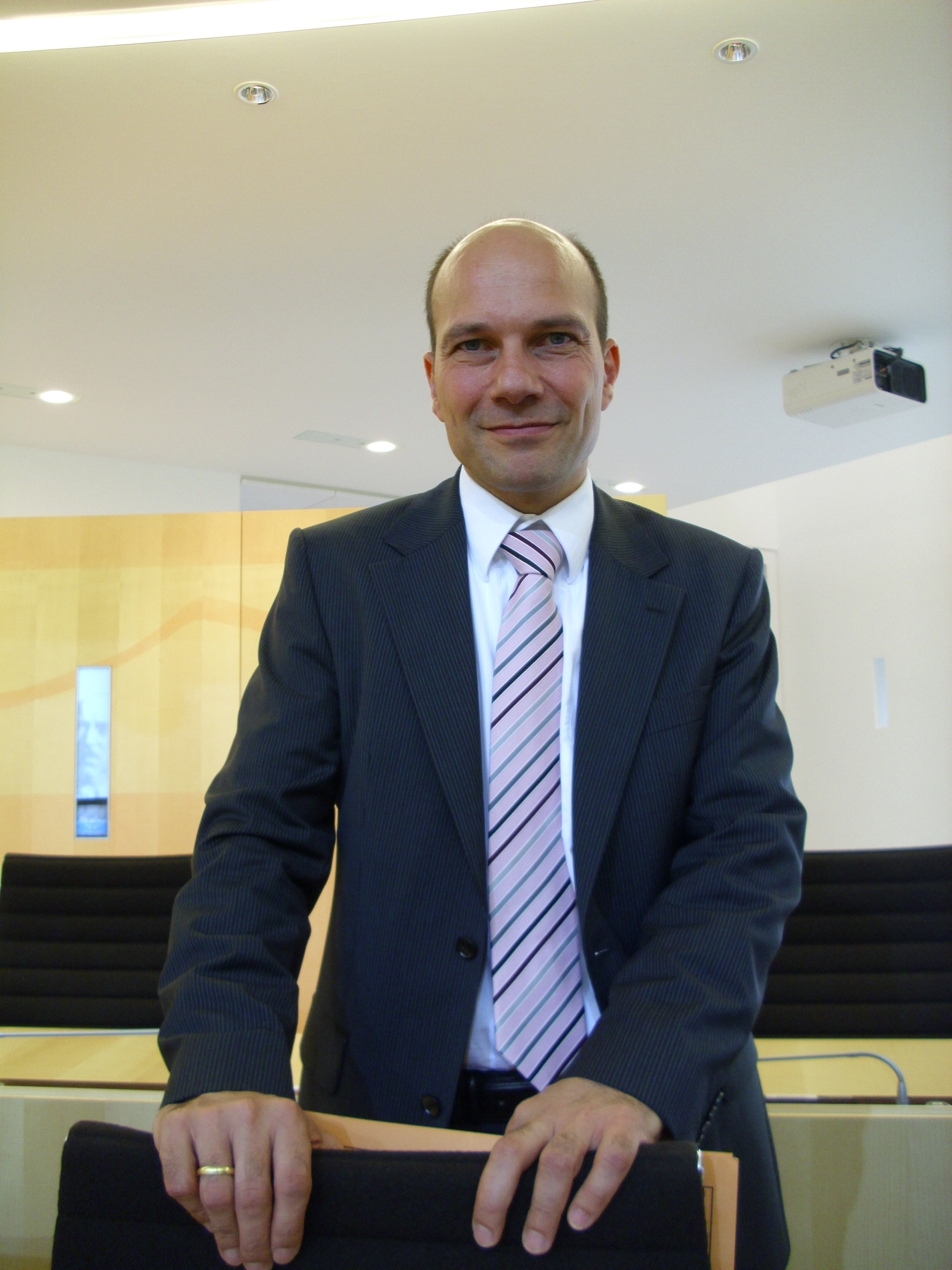
Thomas Petri (* 1967)

- Petri, Tom (* 1940), US-amerikanischer Politiker
- Petri, Trude (1906–1998), deutsche Bildhauerin, Malerin und Designerin
- Petri, Victor Friedrich Leberecht (1782–1857), deutscher Pfarrer und Altphilologe
- Petri, Virgilius (1889–1942), deutscher römisch-katholischer Ordensbruder, Franziskaner und Märtyrer
- Petri, Walther (1940–2011), deutscher Maler, Grafiker, Bildhauer, Autor und Lyriker
- Petri, Wilhelm (1826–1897), deutscher Richter und Abgeordneter im Herzogtum Nassau
- Petri, William A. (* 1955), US-amerikanischer Mikrobiologe und Epidemiologe
- Petri, Wolfram (1925–1985), deutscher Maler und Grafiker
- Petri-Sutermeister, Bolette (1920–2018), dänisch-schweizerische Schriftstellerin (Reiseliteratur)
- Petriaschwili, Geno (* 1994), georgischer Ringer
- Petrič, Borut (* 1961), jugoslawischer Schwimmer
- Petrič, Darjan (* 1964), jugoslawischer Schwimmer
- Petrić, Denis (* 1988), serbischer Fußballspieler
- Petrić, Ivo (1931–2018), slowenischer Komponist und Dirigent
- Petrić, Jakša (1922–1993), jugoslawischer Politiker und Diplomat
- Petric, Joseph (* 1952), kanadischer Akkordeonist
- Petric, Jure (* 1991), slowenischer Fußballspieler
- Petrič, Luka (* 1984), slowenischer Badmintonspieler
- Petrić, Marin (* 1980), deutscher Basketballspieler
- Petric, Marion (1966–2021), österreichische Kabarettistin
- Petrić, Marko (* 1987), kroatischer Theater- und Filmschauspieler
- Petrić, Marko (* 2008), deutsch-kroatischer Basketballspieler
- Petrić, Mladen (* 1981), kroatischer FußballspielerMladen Petrić (* 1981)

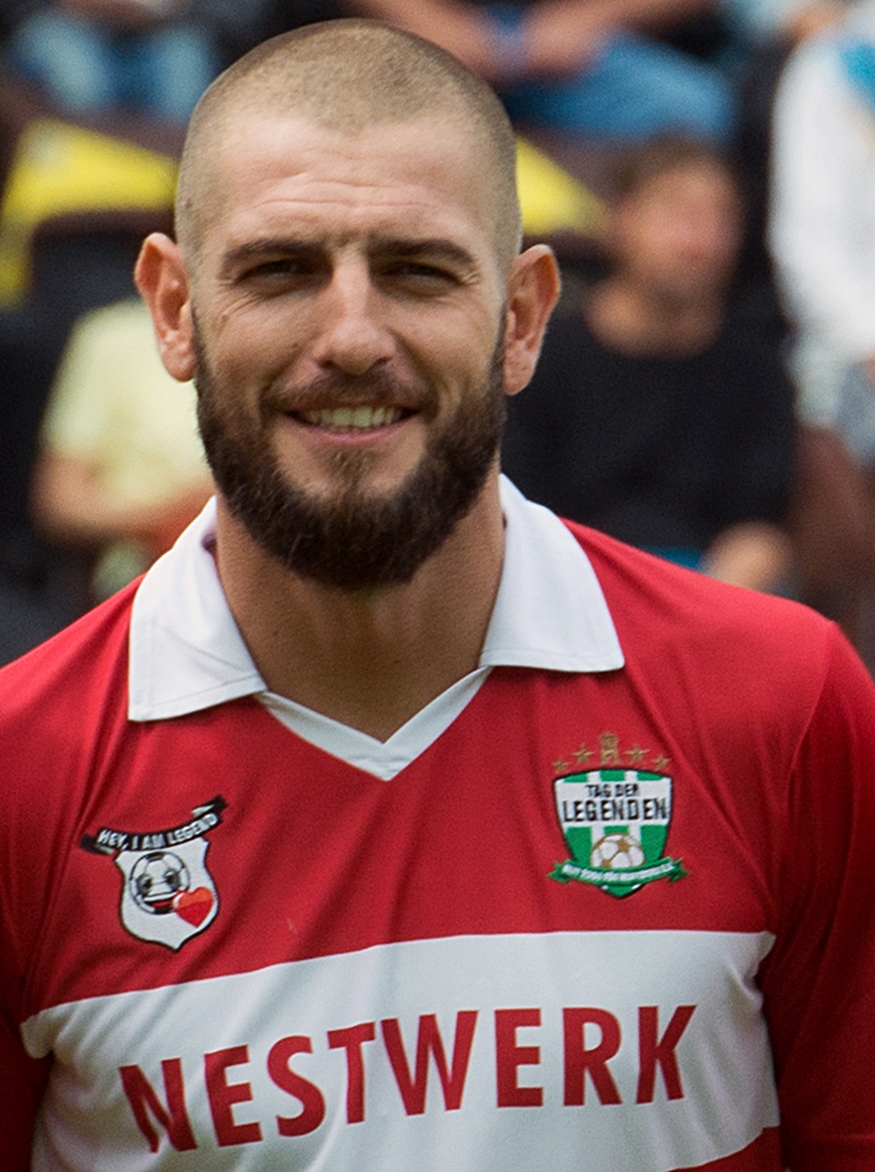
Mladen Petrić (* 1981)

- Petrić, Stefan (* 2001), serbischer Handballspieler
- Petrič, Tanja (* 1981), slowenische Übersetzerin, Literaturkritikerin und Herausgeberin
- Petrić, Vladimir (* 1975), serbischer Handballspieler
- Petriccione, Diego (1867–1942), italienischer Journalist, Kunstkritiker und Dramatiker
- Petriccione, Italo (* 1958), italienischer Kameramann
- Petriccione, Jacopo (* 1995), italienischer Fußballspieler
- Petriccione, Raffaele Mauro (1957–2022), italienischer EU-Beamter und Generaldirektor
- Petriceicu, Ștefan († 1690), Fürst der Moldau
- Petricek, Gabriele (* 1957), österreichische Autorin
- Petříček, Tomáš (* 1981), tschechischer Politiker
- Petříček, Vladimír (* 1948), tschechoslowakischer Ruderer
- Petrich, Ernst (1878–1964), deutscher Maler und Grafiker
- Petrich, Franz (1889–1945), deutscher Journalist und Politiker (SPD), MdR
- Petrich, Henryk (* 1959), polnischer Boxer
- Petrich, Hermann (1845–1933), deutscher Superintendent und Schriftsteller
- Petrich, Werner (1927–2017), deutscher Maler und Grafiker
- Petrick, Charlotte (* 1997), kanadische Tennisspielerin
- Petrick, Dirk (* 1980), deutscher Synchronsprecher
- Petrick, Erika (1918–2004), deutsche Schauspielerin
- Petrick, Fritz (* 1937), deutscher Historiker und Skandinavist
- Petrick, Heike (* 1974), deutsche Endursportlerin
- Petrick, Heiko (* 1971), deutscher Fußballspieler
- Petrick, Johann Gottfried (1781–1826), deutscher evangelischer Geistlicher
- Petrick, Nina (* 1965), deutsche Autorin
- Petrick, Romy (* 1980), deutsche Opern-, Lied- und Konzertsängerin der Stimmlage Koloratursopran
- Petrick, Wolfgang (* 1939), deutscher Maler, Grafiker und Bildhauer
- Petriconi, Hellmuth (1895–1965), deutscher Romanist und Literaturwissenschaftler
- Petrides, Frédérique (1903–1983), US-amerikanische Dirigentin belgischer Herkunft
- Petrides, Hedwig (* 1950), österreichische Politikerin (SPÖ), Landtagsabgeordnete und Gemeinderätin
- Petrides, Heidrun (* 1944), deutsche Bilderbuchautorin
- Petrides, Konrad (1864–1944), österreichischer Maler
- Petrides, Margarete (1901–1973), österreichische Schriftstellerin
- Petridou, Panagiota (* 1979), deutsche Fernsehmoderatorin, Automobilverkäuferin und Handballspielerin griechischer AbstammungPanagiota Petridou (* 1979)

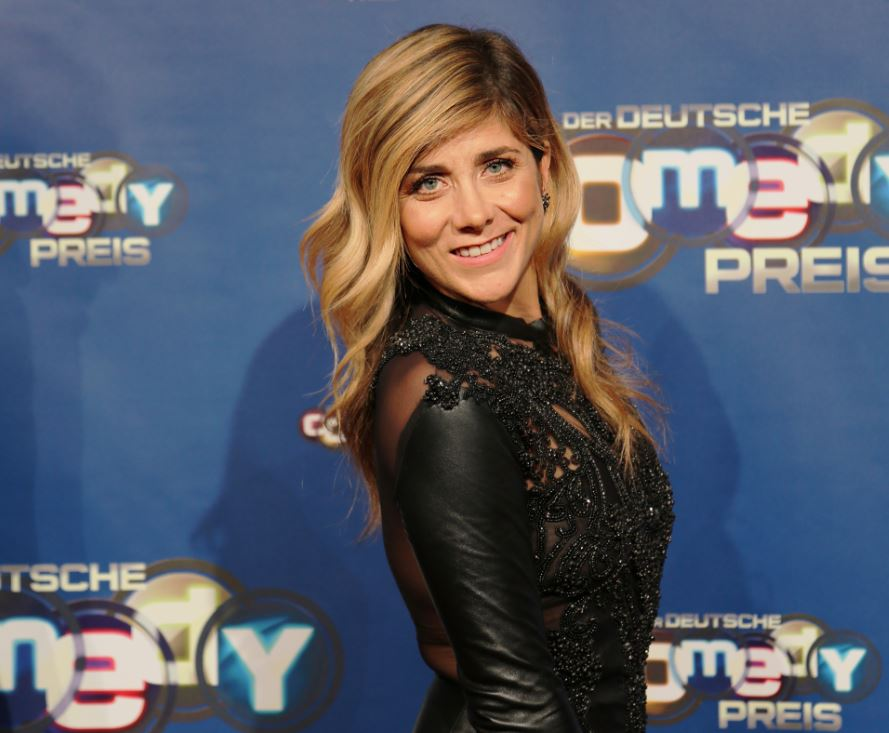
Panagiota Petridou (* 1979)

- Petrie, Alistair (* 1970), britischer Schauspieler
- Petrie, Charles (1895–1977), britischer Historiker
- Petrie, Daniel (1920–2004), kanadischer Regisseur
- Petrie, Daniel Jr. (* 1951), kanadischer Drehbuchautor, Filmregisseur und Filmproduzent
- Petrie, Darren (* 1995), schottischer Fußballspieler
- Petrie, David (1946–2011), schottischer Politiker
- Petrie, Donald (* 1954), US-amerikanischer Regisseur
- Petrie, Flinders (1853–1942), Ägyptologe
- Petrie, Geoff (* 1948), US-amerikanischer Basketballspieler und -manager
- Petrie, George (1790–1866), irischer Archäologe, Musiker und Maler
- Petrie, George (1793–1879), US-amerikanischer Politiker
- Petrie, George O. (1912–1997), US-amerikanischer Schauspieler
- Petrie, Hay (1895–1948), schottischer Schauspieler
- Petrie, Henry (1768–1842), britischer Historiker und Archivar
- Petrie, Hilda (1871–1956), britische Ägyptologin
- Petrie, Howard (1906–1968), amerikanischer Radiosprecher, Film- und Fernsehschauspieler
- Pétrie, Juliette (1900–1995), kanadische Schauspielerin, Komikerin, Sängerin und Tänzerin
- Petrie, Kalinka (* 1994), kanadische Schauspielerin
- Petrie, Lester (1878–1956), US-amerikanischer Politiker
- Petrie, Mark (* 1979), neuseeländischer Film-, Fernseh- und Videospielkomponist
- Petrie, William (1821–1904), englischer Erfinder
- Petrifke, Anthony (* 1998), deutscher SchauspielerAnthony Petrifke (* 1998)

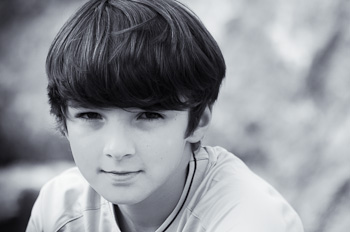
Anthony Petrifke (* 1998)

- Petrig, Anna (* 1977), Schweizer Juristin
- Petrig, Celia (* 1995), Schweizer Snowboarderin
- Petrik, Andreas (* 1968), deutscher Sozialwissenschaftler
- Petrik, Benjamin (* 1988), österreichischer Eishockeyspieler
- Petrik, Dine (* 1942), österreichische Schriftstellerin
- Petrik, Eva (1931–2007), österreichische Pädagogin und Politikerin (ÖVP), Landtagsabgeordnete
- Petrik, Flora (* 1994), österreichische Politikerin
- Petrik, Helmut (* 1961), österreichischer Eishockeyspieler und -trainer
- Petrik, Hernán (* 1994), uruguayischer Fußballspieler
- Petrik, Ingrid (* 1935), österreichische Juristin und Höchstrichterin
- Petrik, Jana (* 1996), österreichische Radiomoderatorin
- Petrik, Lajos (1851–1932), ungarischer Chemiker und Alpinist
- Petrik, Larissa (* 1949), sowjetische Kunstturnerin
- Petrik, Nikolas (* 1984), österreichischer Eishockeyspieler
- Petrik, Regina (* 1963), österreichische Politikerin (Grüne), Abgeordnete zum Landtag Burgenland
- Petrík, Tomáš (* 1980), slowakischer Schachgroßmeister
- Petrik, Wolfgang (1948–2021), österreichischer Politiker (ÖVP)
- Petrikat, Rudolph (1916–1998), deutscher Bildhauer
- Petrikin, David (1788–1847), US-amerikanischer Politiker
- Petrikis, Simas Ramutis (* 1942), litauischer Ingenieur und Politiker, Professor
- Petřikov, Pavel (* 1959), tschechoslowakischer Judoka
- Petříková, Jana (* 1993), tschechische Fußballspielerin
- Petrikovics, Gyula (1943–2005), ungarischer Kanute
- Petrikovics, Karl (* 1954), österreichischer Bankier, Vorstandsvorsitzender der Constantia Privatbank, der Immofinanz AG und der Immoeast AG
- Petrikovits, Harald von (1911–2010), deutscher Provinzialrömischer Archäologe
- Petrilă, Mihaela (* 1991), rumänische Ruderin
- Petrilli, Giuseppe (1913–1999), italienischer EWG-Kommissar und Hochschullehrer
- Petrilowitsch, Nikolaus (1924–1970), deutscher Psychiater
- Petrin, Leodegar (1877–1965), österreichischer Beamter und Präsident der Zentralstelle für Denkmalschutz
- Petrin, Silvia (* 1937), österreichische Historikerin und Archivarin
- Petrin, Umberto (* 1960), italienischer Pianist, Komponist, Dichter und Maler
- Petřina, František Adam (1799–1855), tschechischer Physiker
- Petřina, Theodor (1842–1928), österreichischer Arzt
- Petring, Jens (* 1955), deutscher Politiker (Bündnis 90/Die Grünen), MdL
- Petrini, Antonio (1631–1701), fränkischer Baumeister italienischer Abstammung
- Petrini, Carlo (* 1949), italienischer PublizistCarlo Petrini (* 1949)

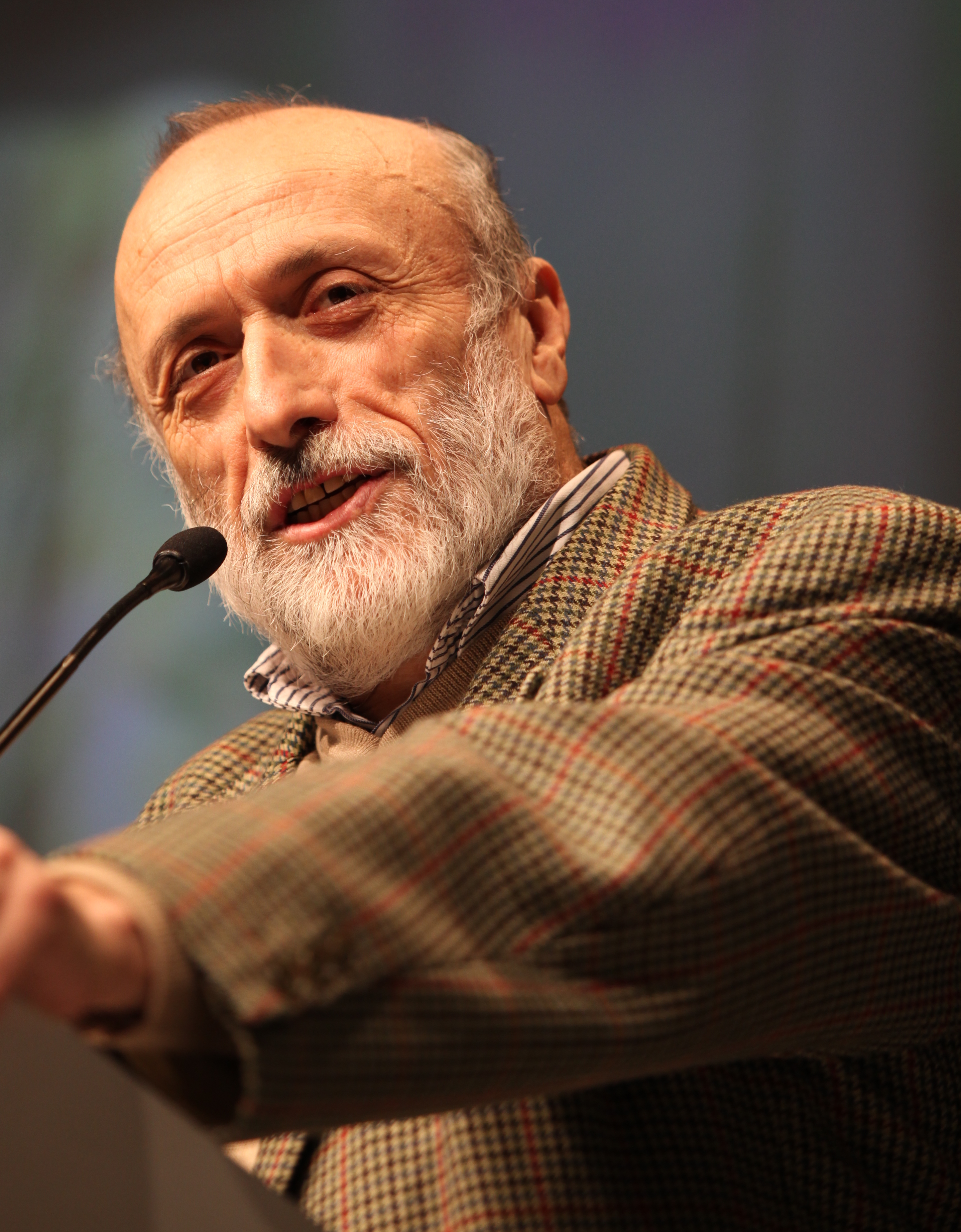
Carlo Petrini (* 1949)

- Petrini, Elena Maria (* 1992), italienische Triathletin
- Petrini, Francesco (1744–1819), französischer Harfenist und Komponist
- Petrini, Giancarlo (* 1945), italienischer Geistlicher, römisch-katholischer Bischof von Camaçari
- Petrini, Giuseppe Antonio (* 1677), Schweizer Maler
- Petrini, Luigi (1934–2010), italienischer Filmregisseur und Drehbuchautor
- Petrini, Raffaella (* 1969), italienische Ordensfrau, Sozialwissenschaftlerin, Hochschullehrerin, Präsidentin des Governatorats der Vatikanstadt
- Petrini, Ugo (* 1950), Schweizer Dichter, Essayist, Publizist und Schriftsteller
- Petrinò, Alexander von (1824–1899), österreichisch Politiker
- Petris, Gianfranco (1936–2018), italienischer Fußballspieler
- Petris, Simon Melchior de (1756–1832), Apostolischer Vikar von Seckau
- Petrisch, Bernd (* 1943), österreichischer Politiker (ÖVP), Abgeordneter zum Salzburger Landtag
- Petriško, Silvijo (* 1979), kroatischer Ruderer
- Petrissa, letzte slawische Königin von Brandenburg
- Petrissa, Wachszinserin in Lorch
- Petritsch, Barbara (* 1945), österreichische SchauspielerinBarbara Petritsch (* 1945)

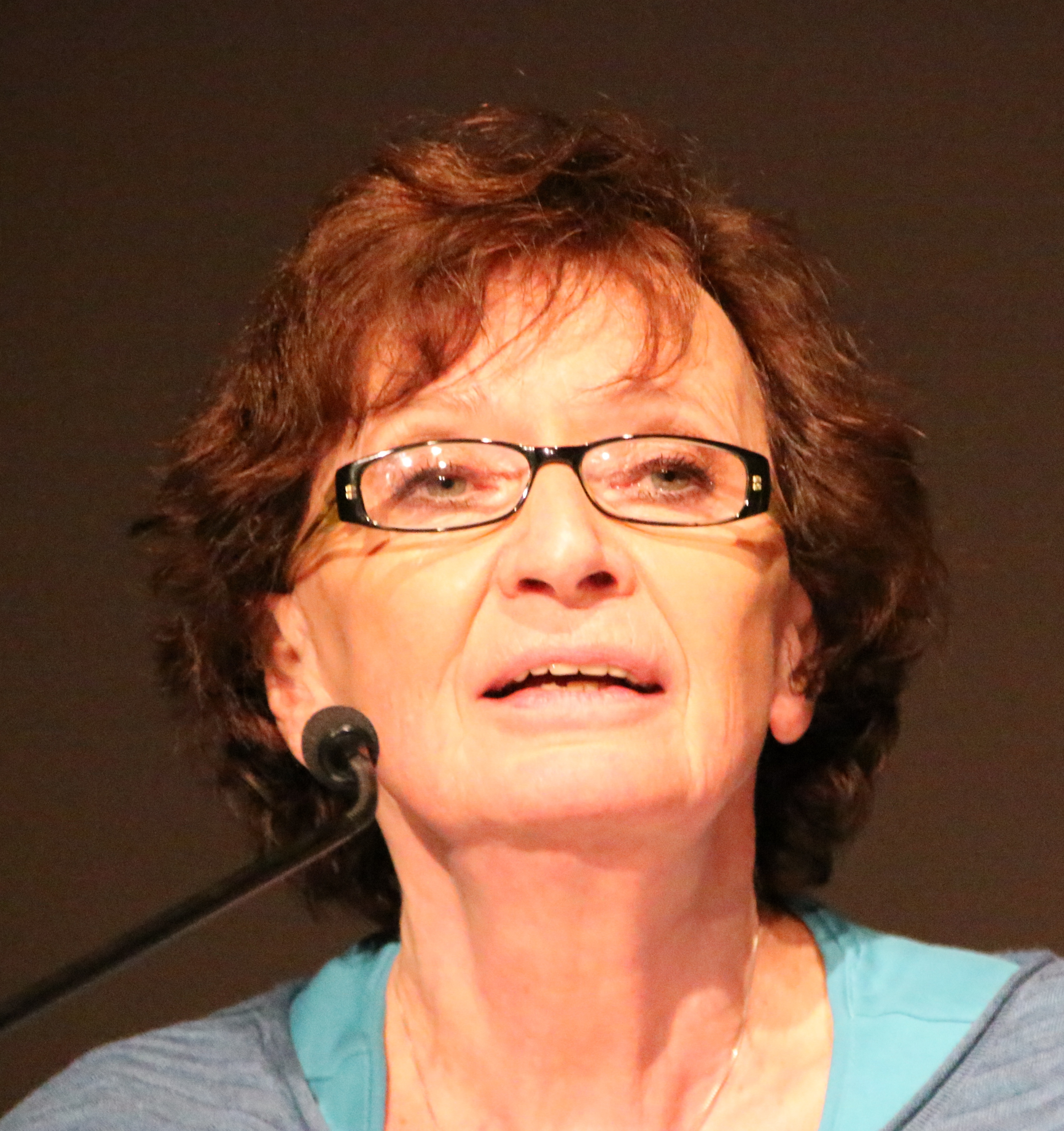
Barbara Petritsch (* 1945)

- Petritsch, Ernst Felix (1878–1951), österreichischer Hochschullehrer
- Petritsch, Gerhard (* 1940), österreichischer Sportschütze
- Petritsch, Mathias (1816–1882), österreichischer Politiker
- Petritsch, Wolfgang (* 1947), österreichischer Diplomat
- Petritschenko, Stepan Maximowitsch (1892–1947), russischer Matrose, Anführer des Kronstädter Matrosenaufstands (1921)
- Petritz, Alexander (* 1965), kroatischer Architekt und Stadtplaner
- Petritz, Basilius († 1715), Kreuzkantor in Dresden (1694–1713)
- Petritz, Karl (* 1941), österreichischer Politiker (ÖVP), Mitglied des Bundesrates
- Petritz, Karl-Heinz, österreichischer Politiker (FPÖ)
- Petritz, Wolfgang (1816–1892), österreichischer Landwirt und Politiker, Landtagsabgeordneter
- Petriw, Oleksandr (* 1974), ukrainischer Sportschütze
- Petriw, Wsewolod (1883–1948), Offizier der Kaiserlich Russischen Armee sowie ukrainischer Militärführer und Politiker
- Petrizi, Ioane, georgischer Philosoph

### Petrj
- Petrjanow-Sokolow, Igor Wassiljewitsch (1907–1996), russischer Physikochemiker und Hochschullehrer

### Petrl
- Petrlík, David (* 1978), tschechischer Jurist

### Petro
- Petró, Augusto (1918–2008), brasilianischer Geistlicher, römisch-katholischer Bischof von Uruguaiana
- Petro, Gustavo (* 1960), kolumbianischer Ökonom und PolitikerGustavo Petro (* 1960)

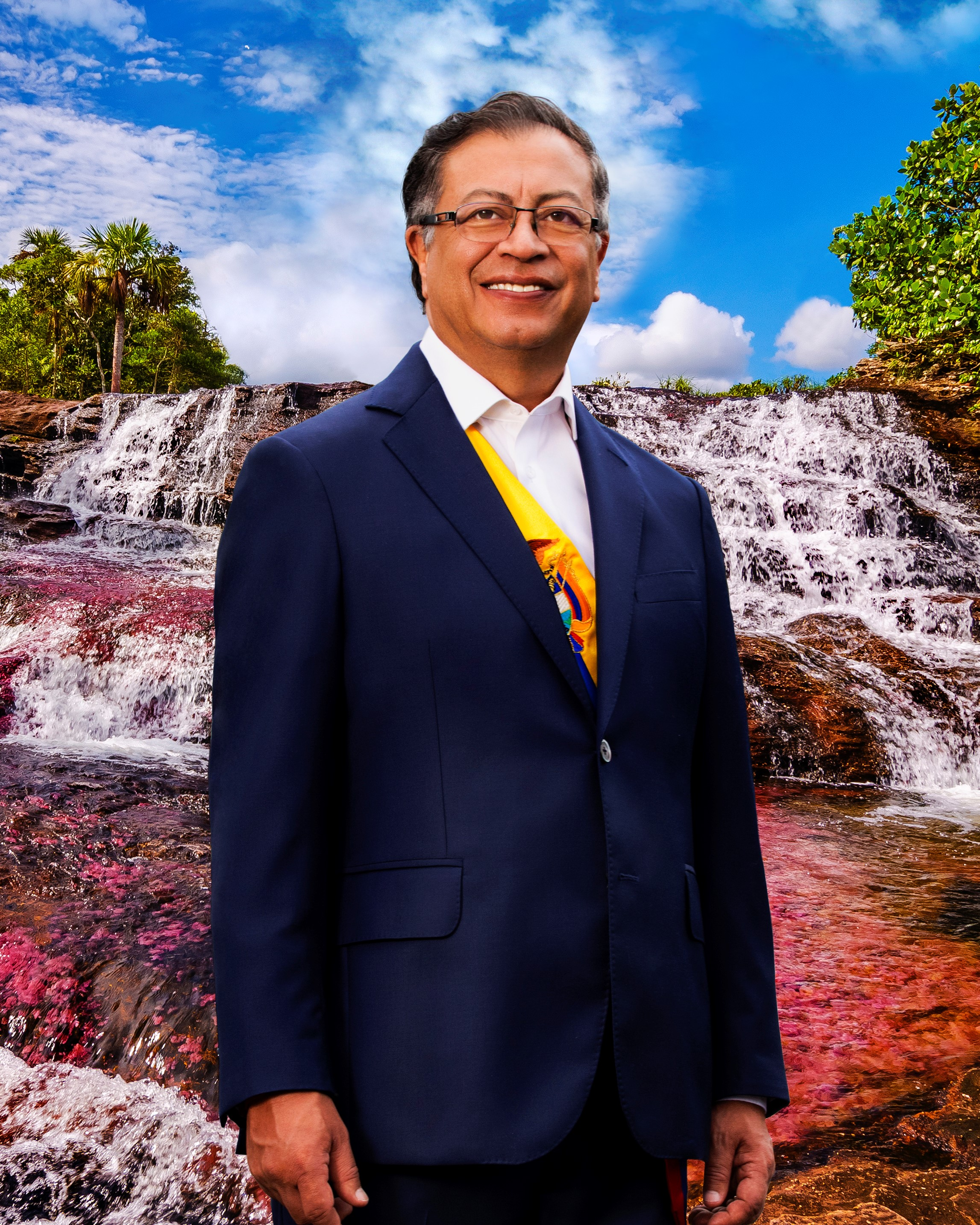
Gustavo Petro (* 1960)

- Petro, Jim (* 1948), US-amerikanischer Jurist und Politiker (Republikanische Partei)
- Petro, Johan (* 1986), französischer Basketballspieler
- Petro, Nicolai N. (* 1958), US-amerikanischer Politikwissenschaftler

#### Petrob
- Petrobelli, Giacomo (* 1975), italienischer Bankier und Autorennfahrer

#### Petroc
- Petrocca, Davide (* 1975), italienischer Jazz- und Fusionmusiker (Bass, Gitarre, Komposition)
- Petrocca, Lorenzo (* 1964), deutsch-italienischer Jazzmusiker (Gitarre, Komposition)
- Petrocchi, Giorgio (1921–1989), italienischer Italianist, Mediävist und Literaturwissenschaftler
- Petrocchi, Giuseppe (* 1948), italienischer Geistlicher, emeritierter römisch-katholischer Erzbischof von L’Aquila
- Petrocchi, Policarpo (1852–1902), italienischer Schriftsteller, Romanist, Italianist und Lexikograf
- Petrocchi, Roberto (* 1956), italienischer Filmregisseur und Autor
- Petrocchini, Gregorio (1536–1612), italienischer Kardinal der Römischen Kirche und Augustinereremit
- Petrocelli, Paolo (* 1984), italienischer Kulturmanager
- Petrock, Heiliger der katholischen Kirche
- Petróczy von Petrócz, Stephan (1874–1957), österreichisch-ungarischer Flugpionier

#### Petrof
- Petrof, Antonín (1839–1915), böhmischer Klavierbauer
- Petroff, Peter (1919–2003), bulgarisch-US-amerikanischer Ingenieur und Erfinder
- Petroff-Bohne, Christa (* 1934), deutsche Formgestalterin

#### Petrok
- Petrokaitė, Jogailė (* 1995), litauische Weitspringerin
- Petrõkina, Niina (* 2004), estnische Eiskunstläuferin
- Petrokokkinos, Dimitrios (1878–1942), griechischer Tennisspieler

#### Petrol
- Petroll, Hubertus (1947–2025), deutscher Schauspieler, Hörspielsprecher, Nachrichtensprecher und Hochschullehrer
- Petrolle, Billy (1905–1983), US-amerikanischer Boxer italienischer Abstammung im Leichtgewicht

#### Petron
- Petron(…), antiker römischer Toreut
- Petronax († 747), Abt im Kloster Monte Cassino
- Petrone, Epp (* 1974), estnische Schriftstellerin, Journalistin und Verlegerin
- Petrone, Gaia, italienische Opernsängerin (Mezzosopran)
- Petrone, Justin (* 1979), US-amerikanischer Schriftsteller und Journalist in Estland
- Petrone, Pedro (1905–1964), uruguayischer Fußballspieler
- Petrone, Rocco A. (1926–2006), US-amerikanischer Ingenieur und Raumfahrtfunktionär
- Petrone, Talíria (* 1985), afrobrasilianische Politikerin
- Petrone, Vincenzo (* 1946), italienischer Diplomat
- Petronella († 1535), Täuferin in Halberstadt
- Petronella von Aragón (1136–1173), Königin von AragonPetronella von Aragón (1136–1173)

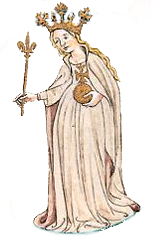
Petronella von Aragón (1136–1173)

- Petronelli, Francesco (1880–1947), italienischer römisch-katholischer Geistlicher, Erzbischof von Trani
- Petroni, Fabio (* 1972), italienischer Poolbillardspieler
- Petroni, Giulio (1917–2010), italienischer Drehbuchautor und Filmregisseur
- Petroni, Luigi (1776–1845), Generalminister der Kapuziner
- Petronia, erste Frau des römischen Kaisers Vitellius
- Petronia Iusta, römische Frau
- Petronijević, Dušan (* 1983), serbischer Fußballspieler
- Petronilho, Elton (* 2001), brasilianischer Dreispringer
- Petronilla, frühchristliche Märtyrin
- Petronilla de Meath († 1324), irische Dienstmagd; erste Frau, die in Irland als Hexe verbrannt wurde
- Petronilla von Holland († 1144), Gräfin von Holland
- Pétronille († 1251), Gräfin von Bigorre sowie Vizegräfin von Marsan und Nébouzan
- Pétronio, Arthur (1897–1983), schweizerisch-belgisch-französischer Violinist und Lautdichter
- Petronio, Renato (1891–1976), italienischer Ruderer
- Petronius († 41 v. Chr.), römischer Politiker, einer der Verschwörer gegen Gaius Iulius Caesar
- Petronius Fortunatus, Marcus, römischer Centurio
- Petronius Honoratus, Marcus, Präfekt der Provinz Ägypten, Römischer Offizier (Kaiserzeit)
- Petronius Lurco, Aulus, römischer Politiker, Suffektkonsul 58 n. Chr.
- Petronius Mamertinus, Marcus, römischer Präfekt der Provinz Ägypten, Suffektkonsul
- Petronius Maximus (396–455), weströmischer KaiserPetronius Maximus (396–455)

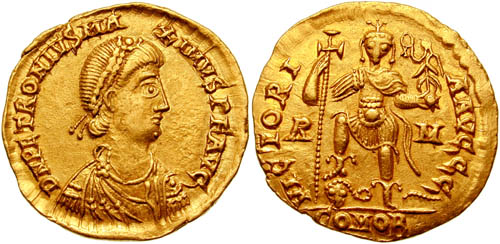
Petronius Maximus (396–455)

- Petronius Modestus, Quintus, römischer Offizier (Kaiserzeit)
- Petronius Nicomachus Cethegus, Rufius, römischer Konsul 504 und Patricius
- Petronius Niger, Publius, römischer Politiker, Suffektkonsul 62 n. Chr.
- Petronius Novatus, Quintus, römischer Offizier (Kaiserzeit)
- Petronius Polianus, Publius, römischer Statthalter
- Petronius Pontius Nigrinus, Gaius, römischer Politiker, Konsul 37 n. Chr.
- Petronius Priscus, Titus, römischer Offizier (Kaiserzeit)
- Petronius Probinus, spätantiker Politiker und Konsul (489)
- Petronius Probus, Sextus, spätrömischer Aristokrat und Politiker
- Petronius Quintianus, Quintus, römischer Offizier (Kaiserzeit)
- Petronius Sabinus, Lucius, römischer Offizier (Kaiserzeit)
- Petronius Sabinus, Lucius, römischer Suffektkonsul (145)
- Petronius Secundus, Titus († 97), römischer Politiker, Präfekt von Ägypten (92–93 n. Chr.), Prätorianerpräfekt
- Petronius Sura Mamertinus, Marcus, römischer Konsul 182
- Petronius Sura Septimianus, Marcus, römischer Konsul 190
- Petronius Taurus Volusianus, Lucius, spätantiker römischer Politiker und Konsul (332)
- Petronius Tertius, Lucius, römischer Centurio (Kaiserzeit)
- Petronius Turpilianus, Publius, römischer Politiker, Münzmeister
- Petronius Turpilianus, Publius († 68), römischer Politiker, Konsul 61 n. Chr.
- Petronius Umbrinus, Marcus, römischer Suffektkonsul 81
- Petronius Urbicus, Quintus, Angehöriger des römischen Ritterstandes (Kaiserzeit)
- Petronius von Bologna († 450), Bischof von BolognaPetronius von Bologna († 450)

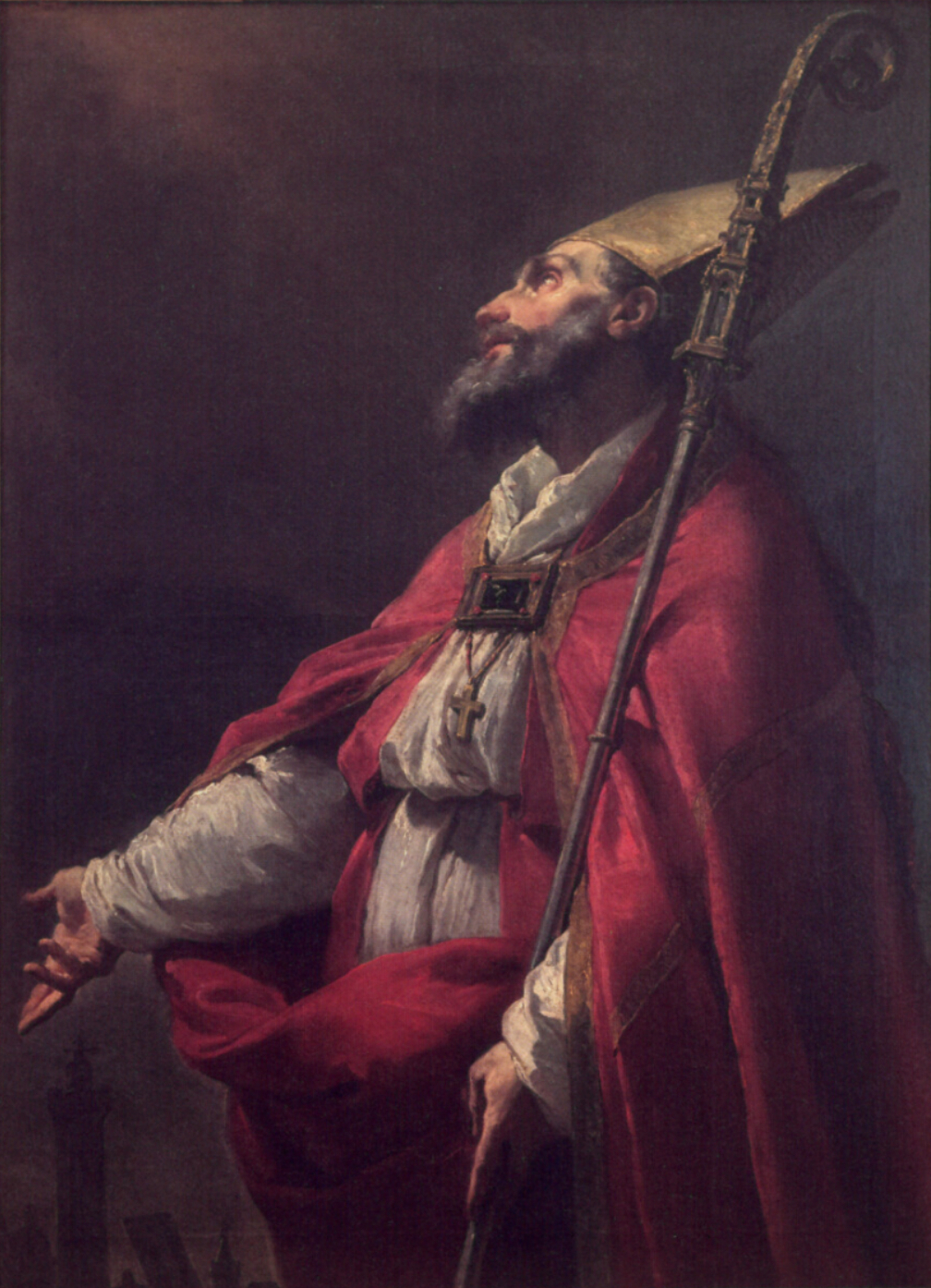
Petronius von Bologna († 450)

- Petronius, Gaius, römischer Politiker, Suffektkonsul 25 n. Chr.
- Petronius, Publius, römischer Ritter, Präfekt von Ägypten
- Petronius, Publius, römischer Politiker, Suffektkonsul 19 n. Chr.
- Petronius, Titus († 66), römischer SchriftstellerTitus Petronius († 66)

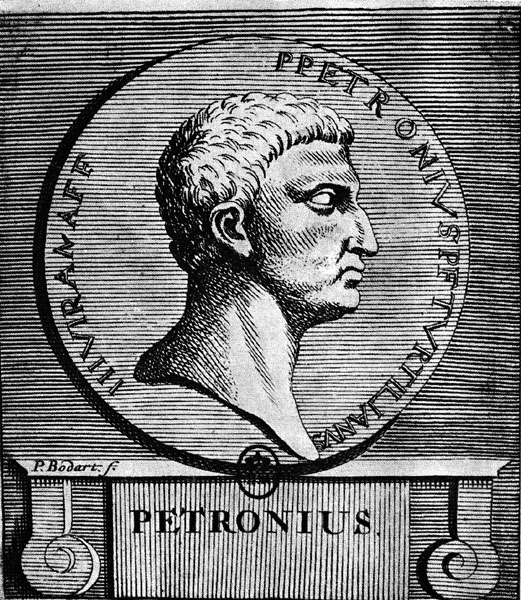
Titus Petronius († 66)

#### Petrop
- Petropawlowski, Boris Sergejewitsch (1898–1933), sowjetischer Raketeningenieur
- Petropoulos, Antonios (* 1986), griechischer Fußballspieler

#### Petros
- Petros († 602), byzantinischer Feldherr, Bruder des Kaisers Maurikios
- Petros I. († 311), christlicher Bischof von Alexandria
- Petros II. von Alexandria († 381), Bischof der Stadt Alexandria
- Petros III. Mongos († 490), Patriarch von Alexandria und erster koptischer Papst nach der Abspaltung der koptischen Kirche von der römischen Reichskirche
- Petros Patrikios, römischer Diplomat der Spätantike
- Petros Sikeliotes, byzantinischer christlicher Apologet
- Petros VII. (1949–2004), orthodoxer Patriarch von Alexandrien
- Petros, Amanal (* 1995), deutscher Leichtathlet
- Petrosemolo, Gaetano (* 1914), italienischer Journalist und Filmregisseur
- Petrošienė, Elena (* 1967), litauische Agronomin und Politikerin, Mitglied des Seimas
- Petrosino, Joseph (1860–1909), italoamerikanischer Polizist
- Petrošius, Audrius (* 1988), litauischer Politiker, Mitglied des Seimas
- Petrošius, Darius (* 1975), litauischer Politiker (Seimas)
- Petrošius, Pranas (* 1951), litauischer Politiker
- Petrosjan, Arewik (* 1972), armenische Politikerin und Richterin
- Petrosjan, Arschak (* 1953), armenischer Schachspieler
- Petrosjan, Artur (* 1971), armenischer Fußballspieler
- Petrosjan, Gagik (* 1973), bergkarabachischer Politiker
- Petrosjan, Georgi (* 1953), armenischer Außenminister der Republik Arzach
- Petrosjan, Leonard (1953–1999), armenischer Politiker
- Petrosjan, Mariam (* 1969), armenische Malerin, Cartoonistin und Autorin
- Petrosjan, Marine (* 1960), armenische Dichterin, Essayistin und Kolumnistin
- Petrosjan, Tigran (1929–1984), armenisch-sowjetischer Schachgroßmeister und SchachweltmeisterTigran Petrosjan (1929–1984)

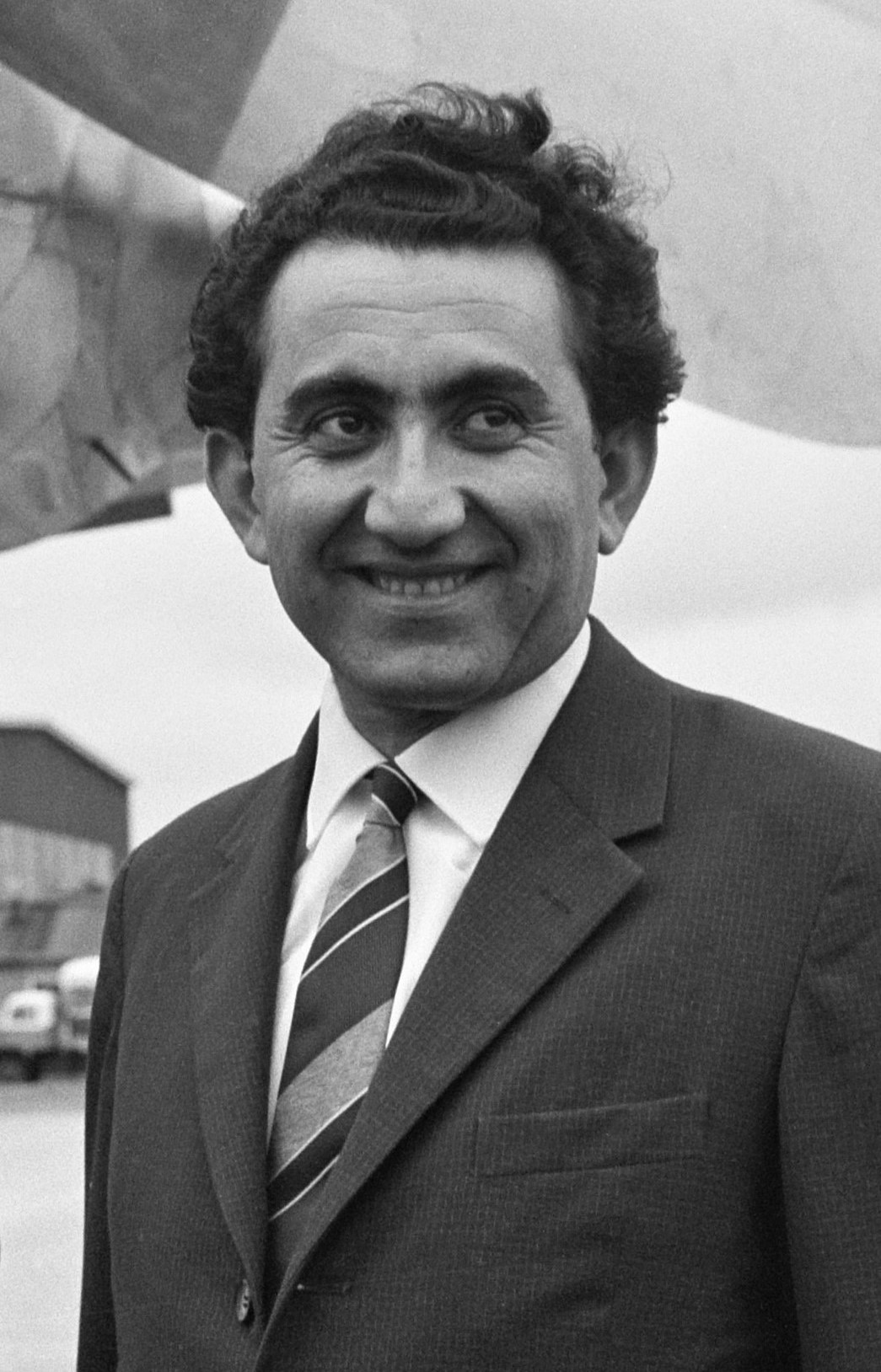
Tigran Petrosjan (1929–1984)

- Petrosjan, Tigran L. (* 1984), armenischer Schachgroßmeister
- Petroske, John (1934–2019), US-amerikanischer Eishockeyspieler
- Petroski, Henry (1942–2023), US-amerikanischer Bauingenieur
- Petrossanjak, Halyna (* 1969), ukrainische Dichterin, Übersetzerin und Literaturkritikerin
- Petrossian, Karolina (* 1979), deutsche Schauspielerin
- Petrossjan, Adelija Tigranowna (* 2007), russische Eiskunstläuferin
- Petrossjan, Jewgeni Waganowitsch (* 1945), russischer Komiker
- Petrossjan, Leon Aganessowitsch (* 1940), russischer Mathematiker
- Petrossjan, Sergei Arsenowitsch (* 1988), russischer Gewichtheber
- Petrosyan, Giorgio (* 1985), italienisch-armenischer Kickboxer

#### Petrot
- Pétrot, Léo (* 1997), französischer Fußballspieler

#### Petrou
- Petroulakis, Panagiotis (* 2002), griechischer Leichtathlet
- Petroulas, Sotiris (1943–1965), griechischer Linksaktivist
- Petrounias, Eleftherios (* 1990), griechischer KunstturnerEleftherios Petrounias (* 1990)

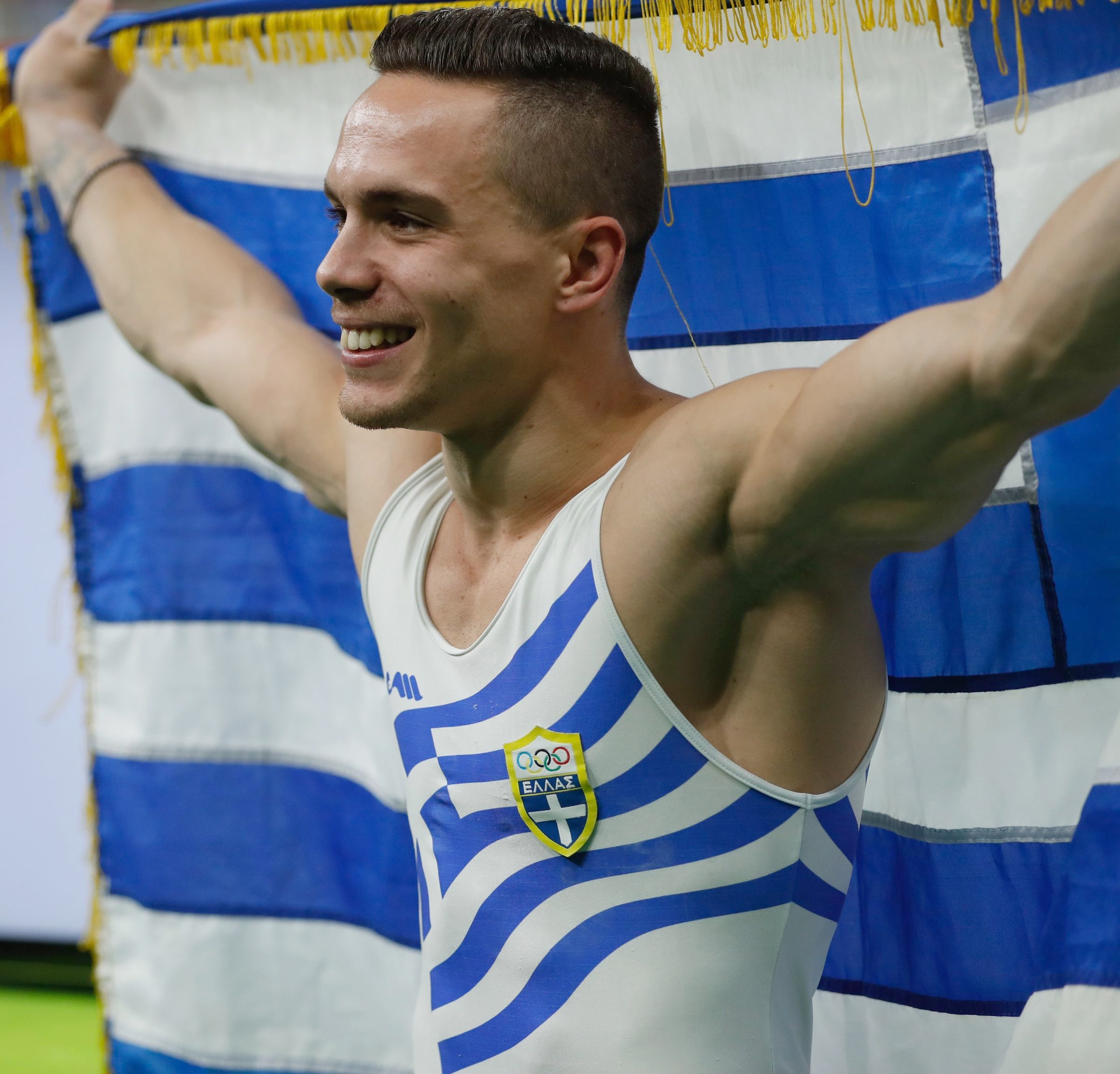
Eleftherios Petrounias (* 1990)

- Petrouš, Adam (* 1977), tschechischer Fußballspieler

#### Petrov
- Petrov, Aleksandr (* 1983), estnisch-italienischer Eishockeyspieler
- Petrov, Andres (* 1996), estnischer Snookerspieler
- Petrov, Andrey (* 1986), usbekischer Leichtathlet
- Petrov, Lars-Göran (1972–2021), schwedischer Metal-SängerLars-Göran Petrov (1972–2021)

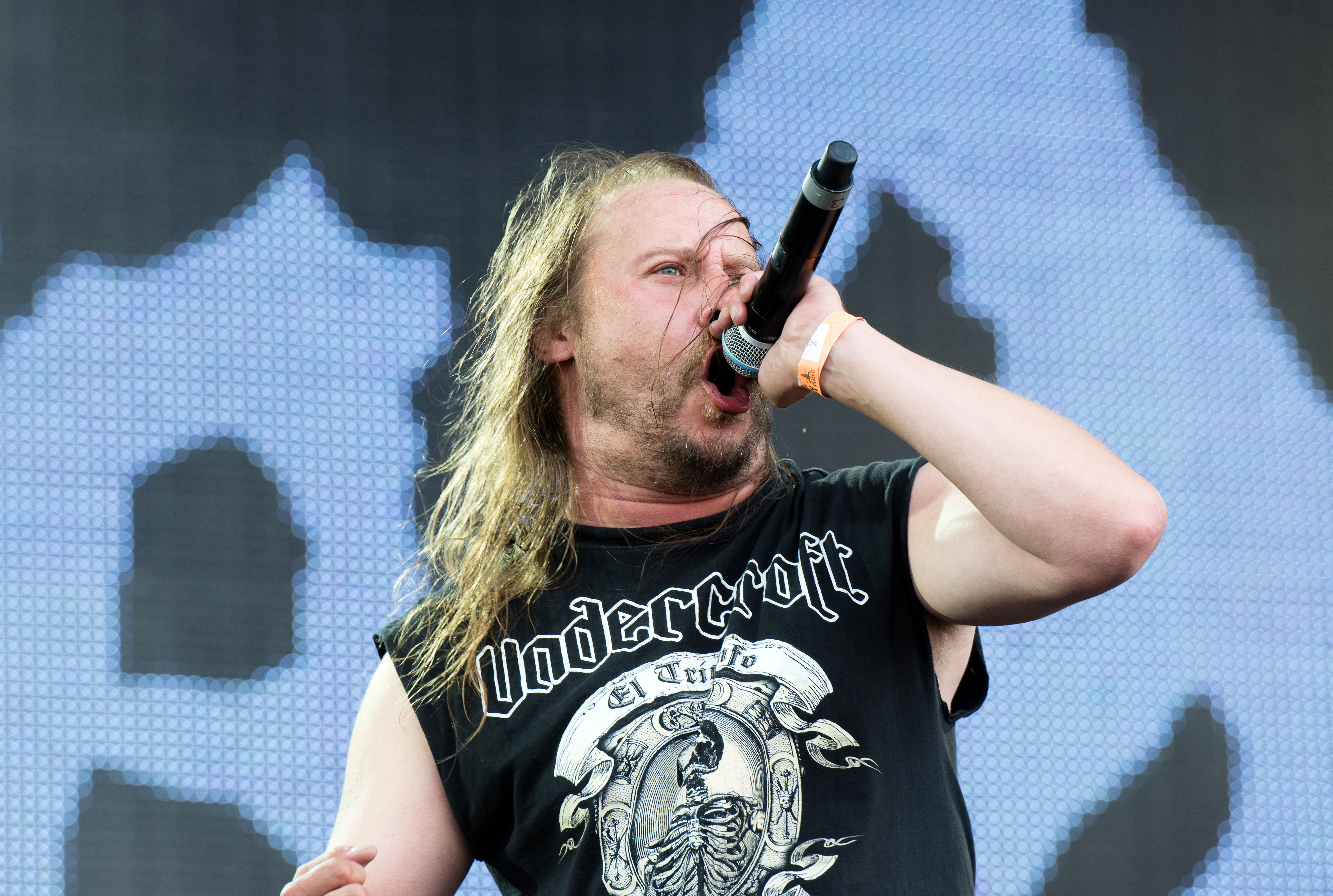
Lars-Göran Petrov (1972–2021)

- Petrov, Mihail (* 2006), nordmazedonischer Sprinter
- Petrov, Petar (* 1977), bulgarischer Modedesigner
- Petrov, Vadim (1932–2020), tschechischer Komponist
- Petrová, Kristýna (* 1992), tschechische Schachspielerin
- Petrova, Olga (1884–1977), englische Schauspielerin, Drehbuchautorin und Dramatikerin
- Petrova, Valeria (* 1996), estnische Tischtennisspielerin
- Petrovansky, Zoe (* 1990), australische Squashspielerin
- Petrovas, Eugenijus (1936–2023), litauischer Politiker
- Petrovcic, Christian (* 1991), österreichischer Fußballtorwart und -trainer
- Petrović Čkalja, Miodrag (1924–2003), serbischer Schauspieler
- Petrović Jakovina, Sandra (* 1985), kroatische Politikerin (SDP), MdEP
- Petrović Pecija, Petar (1877–1955), kroatischer Dramatiker
- Petrović, Aco (1959–2014), serbischer Basketballtrainer
- Petrović, Aleksandar (1929–1994), jugoslawischer Filmregisseur
- Petrović, Aleksandar (* 1959), kroatischer BasketballspielerAleksandar Petrović (* 1959)

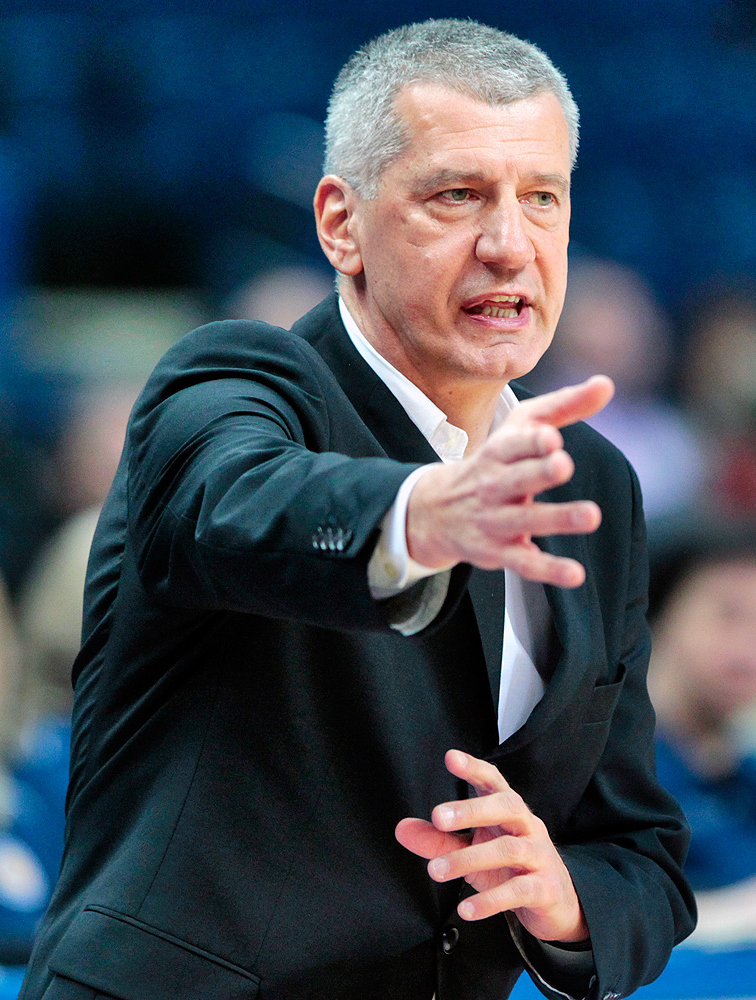
Aleksandar Petrović (* 1959)

- Petrović, Aleksandar (* 1976), österreichischer Schauspieler und Drehbuchautor
- Petrovic, Aleksandro (* 1988), deutscher Fußballspieler
- Petrović, Alen (* 1969), kroatischer Fußballspieler
- Petrovic, Alex (* 1992), kanadischer Eishockeyspieler
- Petrovic, Andreja (* 2000), norwegischer Tennisspieler
- Petrović, Biljana (* 1961), jugoslawische Hochspringerin
- Petrović, Borna (* 1997), kroatischer Fußballspieler
- Petrović, Boško (1935–2011), jugoslawisch-kroatischer Jazzmusiker
- Petrović, Branimir (* 1982), serbischer Fußballspieler
- Petrović, Danijel (* 1992), serbisch-österreichischer Fußballspieler
- Petrović, Danilo (* 1992), serbischer Tennisspieler
- Petrovič, Dejan (* 1998), slowenischer Fußballspieler
- Petrović, Đorđe (* 1991), bosnisch-herzegowinischer Biathlet
- Petrović, Đorđe (* 1999), serbischer Fußballtorwart
- Petrović, Dražen (1964–1993), kroatischer BasketballspielerDražen Petrović (1964–1993)

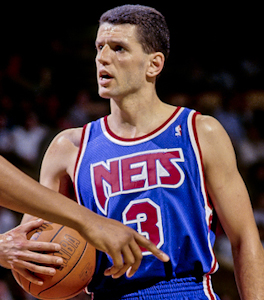
Dražen Petrović (1964–1993)

- Petrović, Dušan (* 1966), serbischer Politiker und Justizminister
- Petrović, Gajo (1927–1993), jugoslawischer Philosoph und Hochschullehrer
- Petrović, Goran (1961–2024), serbischer Schriftsteller
- Petrović, Ljiljana (1939–2020), jugoslawische Sängerin
- Petrović, Ljupko (* 1947), jugoslawischer Fußballspieler und -trainer
- Petrovic, Madeleine (* 1956), österreichische Politikerin (Grüne), Landtagsabgeordnete, Abgeordnete zum Nationalrat
- Petrovic, Manuel (* 2004), österreichischer Fußballspieler
- Petrovic, Maria (* 2002), schwedische Tennisspielerin
- Petrović, Michael (* 1957), jugoslawisch-österreichischer Fußballspieler und -trainer
- Petrović, Mihailo (1868–1943), jugoslawischer Mathematiker
- Petrović, Mihajlo (1884–1913), serbischer Pilot
- Petrović, Milanko (* 1988), serbischer Biathlet
- Petrović, Milovan (* 1990), mazedonischer Fußballspieler
- Petrović, Miodrag (1946–2017), jugoslawischer Fußballspieler
- Petrović, Nadežda (1873–1915), serbische Malerin
- Petrović, Nenad (1907–1989), jugoslawischer Schachkomponist
- Petrović, Njegoš (* 1999), serbischer Fußballspieler
- Petrović, Obren (* 1957), bosnisch-herzegowinischer Politiker
- Petrovic, Petar (* 1995), schwedisch-serbischer Fußballspieler
- Petrović, Radmila (* 1988), montenegrinische Handballspielerin und -funktionärin
- Petrović, Radmilo, serbischer Opernsänger (Tenor)
- Petrović, Radosav (* 1989), serbischer Fußballspieler
- Petrovič, Rok (1966–1993), jugoslawischer Skirennläufer
- Petrović, Slavko (* 1958), jugoslawischer Fußballtorhüter und -trainer
- Petrović, Slobodan (* 1948), jugoslawischer Fußballspieler
- Petrovic, Stefan (* 1993), österreichisch-serbischer Fußballspieler
- Petrović, Tomi (* 1999), kroatischer Fußballspieler
- Petrović, Veljko († 1813), serbischer Freiheitskämpfer und Wojwodenführer
- Petrović, Veljko (1884–1967), jugoslawischer Schriftsteller
- Petrović, Veselin (1929–1995), jugoslawischer Radrennfahrer
- Petrović, Vladimir (* 1955), serbischer Fußballspieler und -trainer
- Petrović, Vladimir (* 1972), kroatischer Fußballspieler und -trainer
- Petrović, Željko (* 1965), jugoslawischer Fußballspieler und -trainer
- Petrović, Zlata (* 1962), serbische Folk-Sängerin
- Petrović, Zoran (1952–2024), serbisch-jugoslawischer Fußballschiedsrichter
- Petrović, Zoran (* 1960), serbischer Wasserballspieler
- Petrović-Njegoš, Mirko (1820–1867), montenegrinischer Militärkommandeur, Diplomat und Dichter
- Petrović-Njegoš, Nikola (* 1944), montenegrinischer Thronanwärter, Oberhaupt des Hauses Petrović Njegoš
- Petrovich, Iván (1894–1962), ungarisch-österreichischer Schauspieler der StummfilmzeitIván Petrovich (1894–1962)

Iván Petrovich (1894–1962)

- Petrovici, Ion N. (1929–2021), deutscher Neurologe
- Petrovici, Veronika (1934–2023), rumänisch-deutsche plastische Chirurgin
- Petrovický, Róbert (* 1973), slowakischer Eishockeyspieler und -trainer
- Petrovický, Ronald (* 1977), slowakischer Eishockeyspieler
- Petrovics, Emil (1930–2011), ungarischer Komponist
- Petrovits, Gábor (* 1962), ungarischer Badmintonspieler
- Petrovits, Ladislaus Eugen (1839–1907), österreichischer Grafiker, Illustrator, Lithograph
- Petrovits, Márta (* 1964), ungarische Badmintonspielerin
- Petrovitz, Mario (* 1994), österreichischer Eishockeyspieler
- Petrovna, Sonia (* 1952), französische Schauspielerin
- Petrovs, Kaspars (* 1976), lettischer Serienmörder
- Petrovs, Vladimirs (1908–1943), lettischer Schachspieler
- Petrovschi, Oana (* 1986), rumänische Kunstturnerin
- Petrovska, Gundula (1943–2017), deutsche SchauspielerinGundula Petrovska (1943–2017)

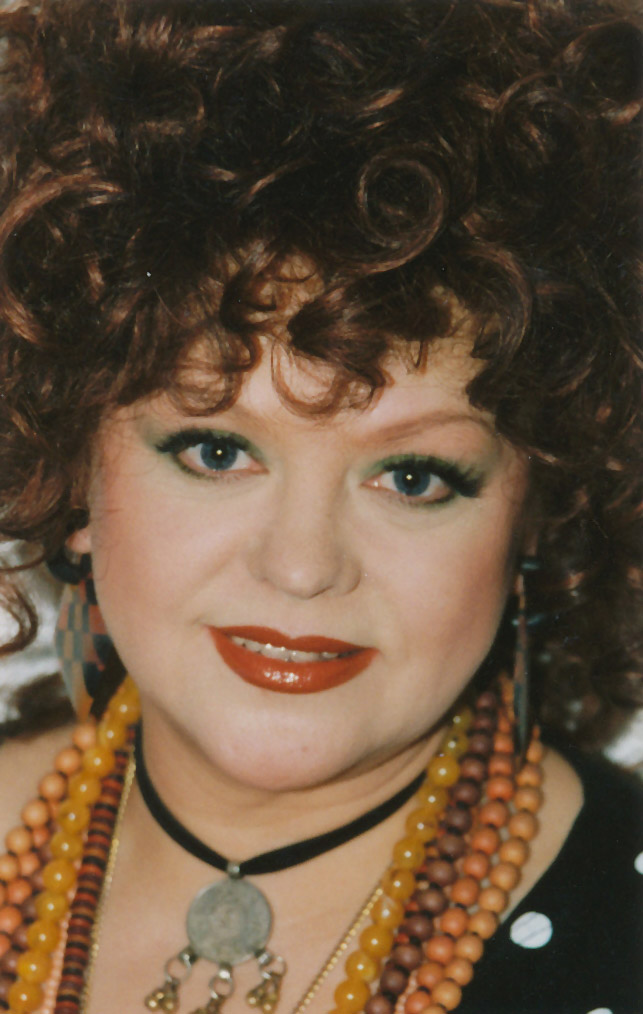
Gundula Petrovska (1943–2017)

- Petrovska, Nataša (* 1971), nordmazedonische Politikerin (SDSM), Bürgermeisterin von Bitola
- Petrovski, Sasho (* 1975), australischer Fußballspieler
- Petrovsky, Boris (* 1967), deutscher Künstler
- Petrovský, Leoš (* 1993), tschechischer Handballspieler
- Petrovsky, Tanja (* 1978), österreichische Schauspielerin
- Petrovsky, Wolfgang (* 1947), deutscher Maler und Grafiker
- Petrovsky-Shtern, Yohanan (* 1962), ukrainisch-US-amerikanischer Historiker
- Petrovszky, Richard (* 1950), deutscher Provinzialrömischer Archäologe

#### Petrow
- Petrow Bogomilow, Daniel (* 1982), bulgarischer Radrennfahrer
- Petrow, Alexander Andrejewitsch (* 1989), russischer SchauspielerAlexander Andrejewitsch Petrow (* 1989)

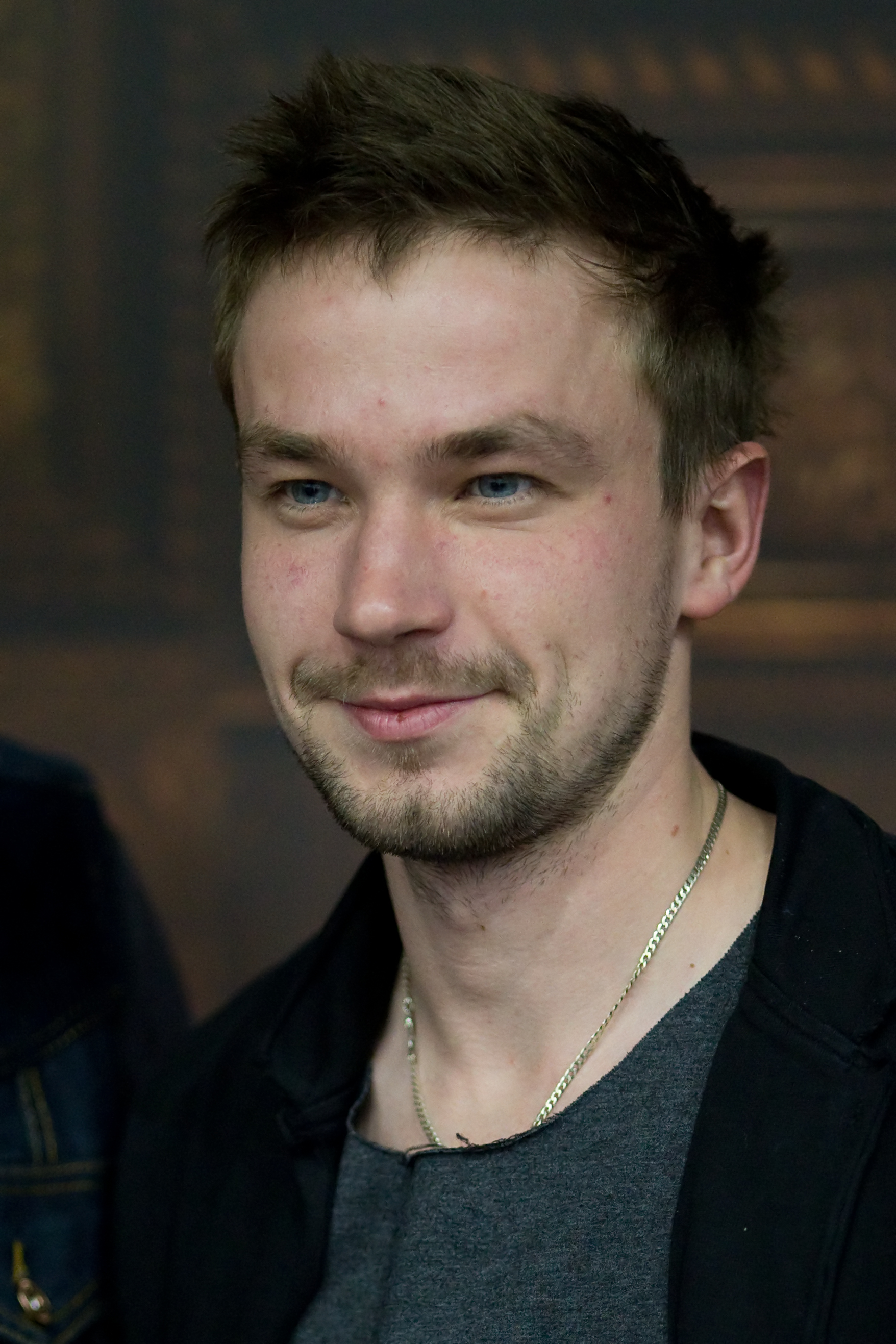
Alexander Andrejewitsch Petrow (* 1989)

- Petrow, Alexander Dmitrijewitsch (1794–1867), russischer Schachspieler
- Petrow, Alexander Iwanowitsch (1828–1899), russischer Marineoffizier und Amurforscher
- Petrow, Alexander Konstantinowitsch (* 1957), russischer Animator und Regisseur von Animationsfilmen
- Petrow, Alexander Petrowitsch (1876–1941), russischer Ringer und Olympiamedaillengewinner
- Petrow, Alexander Sergejewitsch (* 1996), russisch-kirgisischer Eishockeytorwart
- Petrow, Alexei, sowjetischer Skispringer
- Petrow, Alexei Alexandrowitsch (* 1974), russischer Gewichtheber
- Petrow, Alexei Sinowjewitsch (1910–1972), russischer Physiker und Mathematiker
- Petrow, Alexei Stepanowitsch (1937–2009), sowjetischer Radrennfahrer
- Petrow, Alexei Wladimirowitsch (* 1983), russischer Eishockeyspieler
- Petrow, Andon (* 1955), bulgarischer Radrennfahrer
- Petrow, Andrei Pawlowitsch (1930–2006), russischer Komponist
- Petrow, Boris Nikolajewitsch (1913–1980), sowjetischer Kybernetiker und Hochschullehrer
- Petrow, Danail (* 1978), bulgarischer Radrennfahrer
- Petrow, Daniel (* 1971), bulgarischer Boxer
- Petrow, Denis Alexejewitsch (* 1968), russischer Eiskunstläufer
- Petrow, Dimitar (* 1969), bulgarischer Künstler
- Petrow, Dmitri Jurjewitsch (* 1982), russischer Sprinter
- Petrow, Fjodor Fjodorowitsch (1902–1978), russischer Konstrukteur
- Petrow, Genadi (* 1981), bulgarischer Fußballspieler und -trainer
- Petrow, Georgi (* 1954), bulgarischer Judoka
- Petrow, Georgi (* 1980), bulgarischer Badmintonspieler
- Petrow, Georgi (* 1988), kasachischer Eishockeyspieler
- Petrow, Georgi Iwanowitsch (1912–1987), russischer Ingenieur
- Petrow, Gjortsche (1865–1921), bulgarisch-mazedonischer Revolutionär
- Petrow, Ilija (1903–1975), bulgarischer Maler
- Petrow, Iwailo (1923–2005), bulgarischer Schriftsteller und Maler
- Petrow, Iwajlo (* 1973), bulgarischer Fußballspieler
- Petrow, Iwan, russischer Forschungsreisender
- Petrow, Iwan Fjodorowitsch (1897–1994), russischer Testpilot und Hochschullehrer
- Petrow, Iwan Iwanowitsch (1920–2003), russischer Opernsänger (Bass) deutscher Abstammung
- Petrow, Iwan Jefimowitsch (1896–1958), sowjetischer ArmeegeneralIwan Jefimowitsch Petrow (1896–1958)

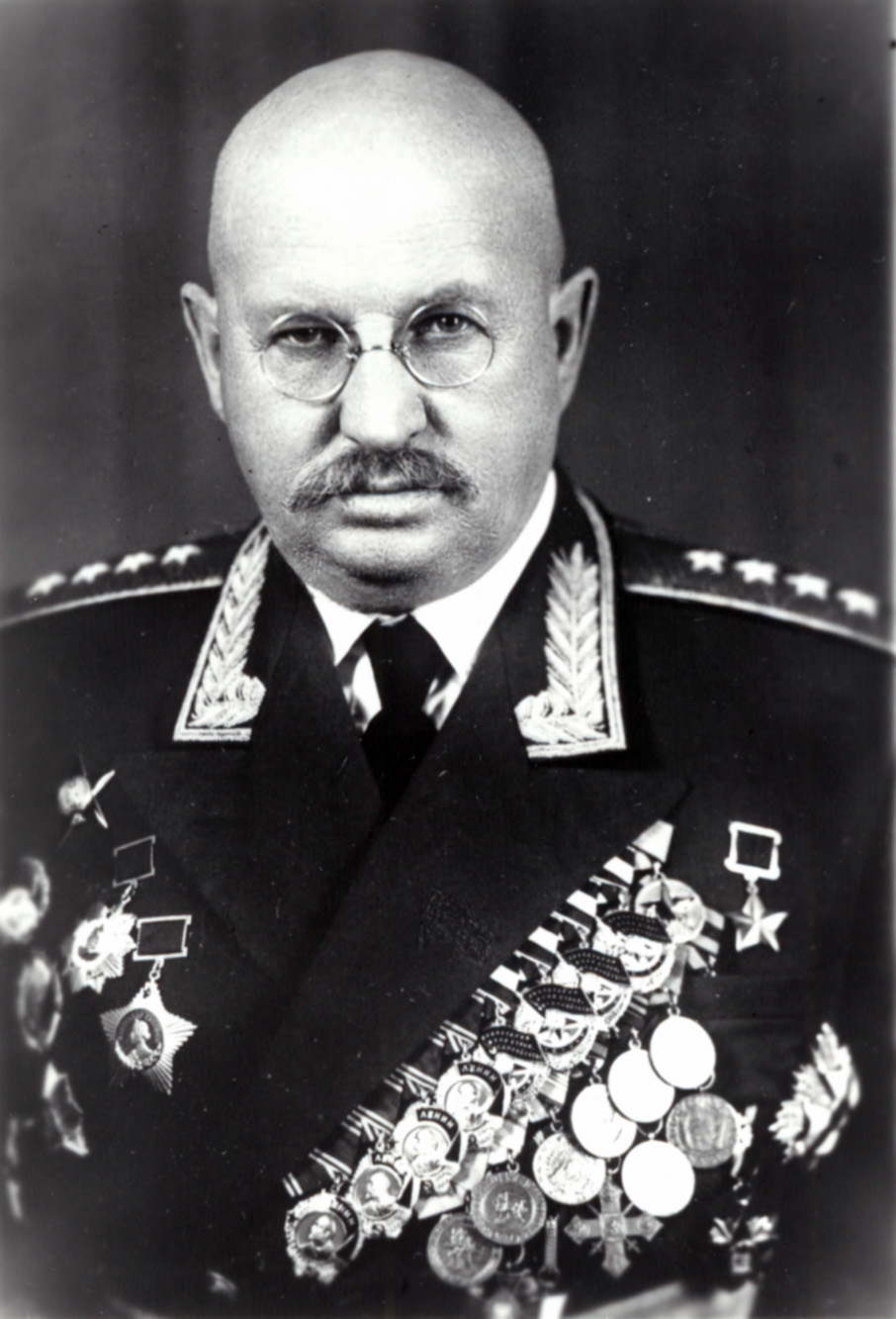
Iwan Jefimowitsch Petrow (1896–1958)

- Petrow, Iwo (* 1948), bulgarischer Diplomat
- Petrow, Jewgeni Alexandrowitsch (* 1938), sowjetischer Sportschütze
- Petrow, Jewgeni Stepanowitsch (1900–1942), sowjetischer Raumfahrtingenieur
- Petrow, Jewgeni Wladimirowitsch (* 1978), russischer Radrennfahrer
- Petrow, Juri Alexandrowitsch (* 1955), russischer Historiker
- Petrow, Juri Anatoljewitsch (* 1984), russischer Eishockeyspieler
- Petrow, Kirill Andrejewitsch (* 1990), russischer Eishockeyspieler
- Petrow, Ljubomir (* 1954), bulgarischer Ruderer
- Petrow, Marian (* 1975), bulgarischer Schach-Großmeister, Trainer, Theoretiker und Autor
- Petrow, Martin (* 1979), bulgarischer FußballspielerMartin Petrow (* 1979)

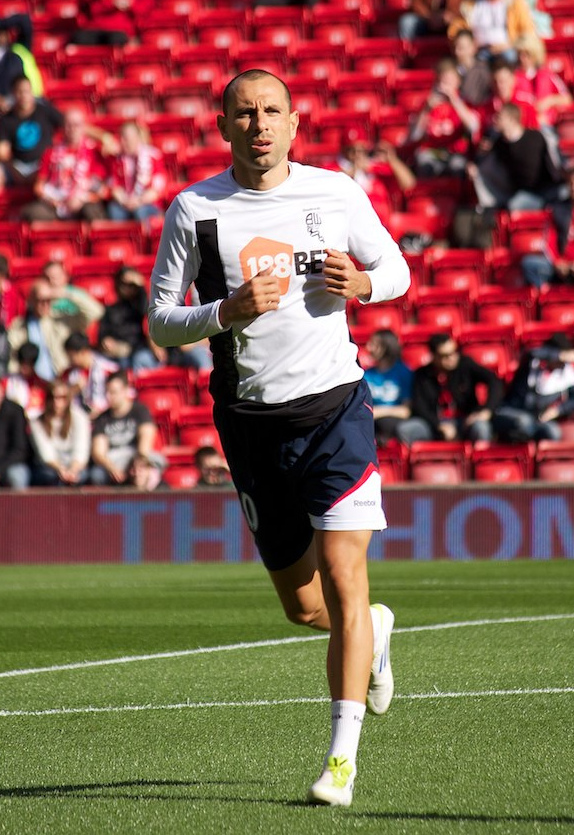
Martin Petrow (* 1979)

- Petrow, Matwei (* 1990), albanisch-russischer Turner
- Petrow, Maxim Wjatscheslawowitsch (* 2001), russischer Fußballspieler
- Petrow, Michail Petrowitsch (1898–1941), sowjetischer General
- Petrow, Nikita Wassiljewitsch (* 1957), russischer Historiker
- Petrow, Nikolai Arnoldowitsch (1943–2011), russischer Pianist
- Petrow, Nikolai Makarowitsch (1892–1959), russischer Fotograf
- Petrow, Nikolaj (* 1957), bulgarischer Eishockeyspieler
- Petrow, Nikolaj (* 1959), bulgarischer Politiker, Mediziner und Generalmajor der bulgarischen Armee
- Petrow, Oleg Wiktorowitsch (* 1971), russischer Eishockeyspieler
- Petrow, Olexandr (* 1986), ukrainischer Handballspieler
- Petrow, Pawel Georgijewitsch (* 1995), russischer Skilangläufer
- Petrow, Petar (* 1955), bulgarischer Sprinter
- Petrow, Petar (* 1966), bulgarischer Radrennfahrer
- Petrow, Radoswet (* 1993), bulgarischer Eishockeytorwart
- Petrow, Raiko (1930–2011), bulgarischer Ringertrainer und Sportwissenschaftler
- Petrow, Ratscho (1861–1942), bulgarischer Politiker, General und Ministerpräsident
- Petrow, Sergei Andrejewitsch (* 1991), russischer Fußballspieler
- Petrow, Stanislaw Jewgrafowitsch (1939–2017), sowjetischer OberstleutnantStanislaw Jewgrafowitsch Petrow (1939–2017)

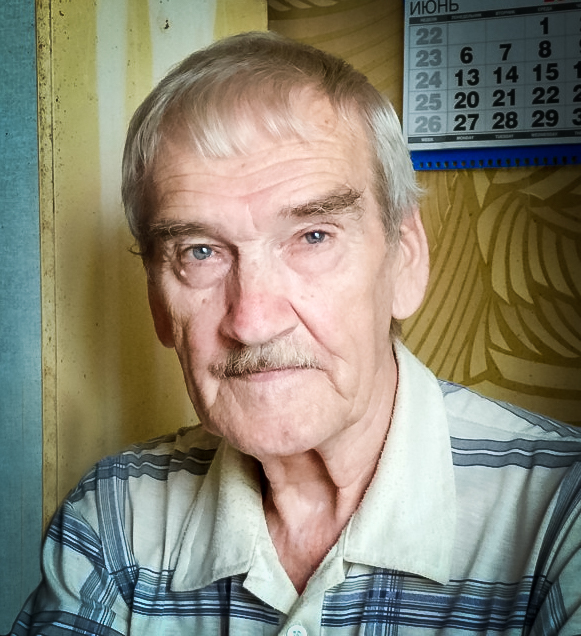
Stanislaw Jewgrafowitsch Petrow (1939–2017)

- Petrow, Stefan (* 1936), bulgarischer Ringer
- Petrow, Stilijan (* 1979), bulgarischer Fußballspieler
- Petrow, Stojan (* 1956), bulgarischer Radrennfahrer
- Petrow, Todor (1878–1924), bulgarischer Politiker
- Petrow, Todor (* 2004), bulgarischer Kugelstoßer
- Petrow, Wadim Iwanowitsch (1931–2009), sowjetisch-russischer Testpilot
- Petrow, Waleri (1920–2014), bulgarischer Schriftsteller, Dramatiker, Dichter, Drehbuchautor und Übersetzer
- Petrow, Wassili Iwanowitsch (1917–2014), sowjetischer Militär, Marschall der Sowjetunion
- Petrow, Wassili Wladimirowitsch (1761–1834), russischer Physiker
- Petrow, Wiktor (1894–1969), ukrainischer Schriftsteller, Philosoph, Literaturwissenschaftler und Archäologe
- Petrow, Wiktor (* 1996), ukrainischer Boxer
- Petrow, Witali Alexandrowitsch (* 1984), russischer RennfahrerWitali Alexandrowitsch Petrow (* 1984)

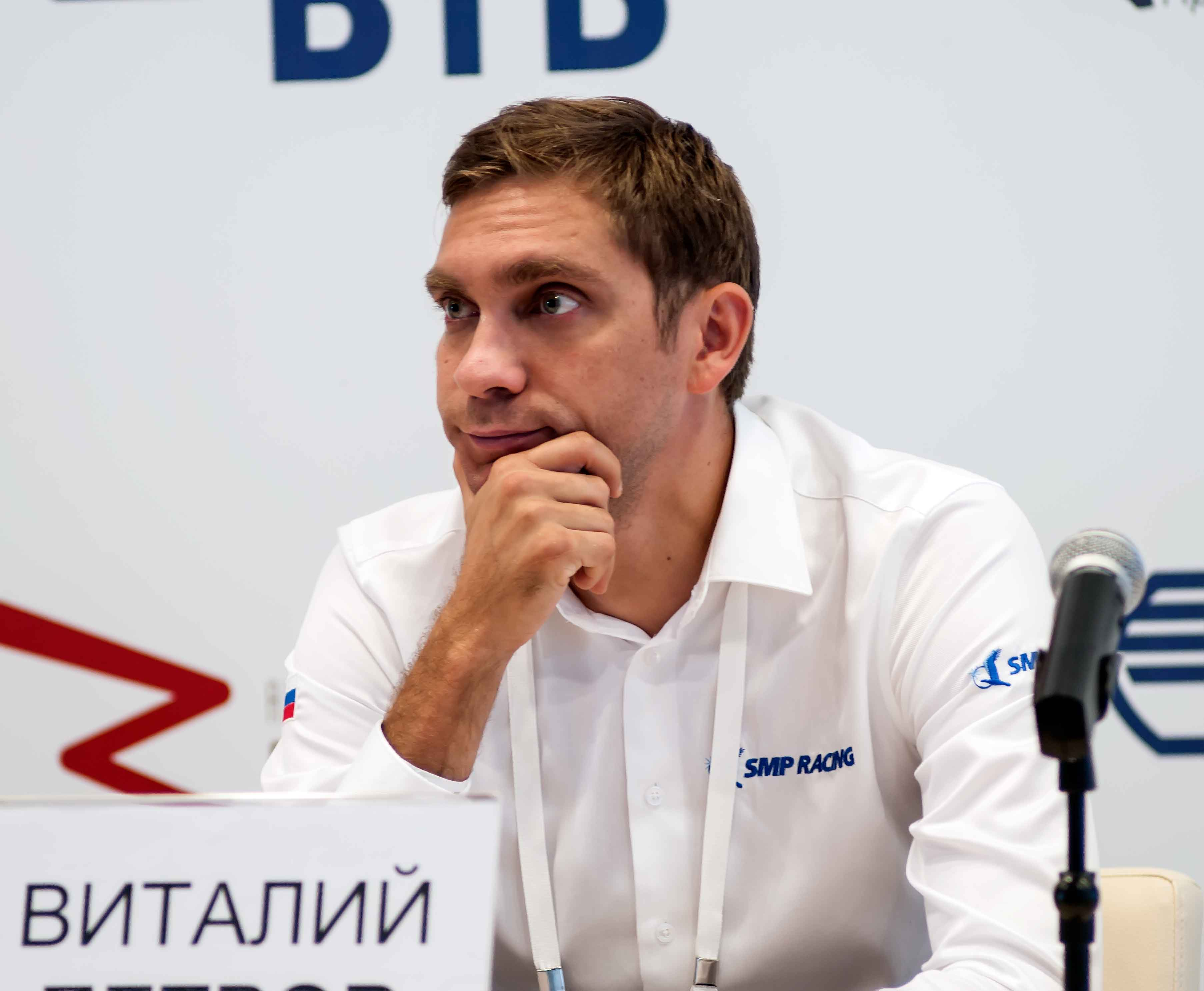
Witali Alexandrowitsch Petrow (* 1984)

- Petrow, Wladimir Wladimirowitsch (1947–2017), russisch-sowjetischer Eishockeyspieler und -funktionär
- Petrow, Wsewolod Nikolajewitsch (1912–1978), russischer Kunsthistoriker und Autor
- Petrow-Wodkin, Kusma Sergejewitsch (1878–1939), russischer Künstler
- Petrowa, Anna Iwanowna (* 1962), sowjetisch-ukrainische Wandmalerin und Restauratorin
- Petrowa, Gabriela (* 1992), bulgarische Dreispringerin
- Petrowa, Jelena Wladimirowna (* 1966), sowjetische Judoka
- Petrowa, Ljubow Sergejewna (* 1984), russische Biathletin
- Petrowa, Ljudmila Nikolajewna (* 1968), russische Langstreckenläuferin
- Petrowa, Maja Andrejewna (* 1982), russische Handballspielerin
- Petrowa, Marija (* 1975), bulgarische Turnerin
- Petrowa, Marija Igorewna (* 1977), russische Eiskunstläuferin
- Petrowa, Marina (* 1939), jugoslawische Schauspielerin
- Petrowa, Nadeschda Wiktorowna (* 1982), russische Tennisspielerin
- Petrowa, Nina Petrowna (1926–1995), sowjetisch-ukrainische Bildhauerin
- Petrowa, Ognjana (* 1964), bulgarische Kanutin
- Petrowa, Olena (* 1972), ukrainische Biathletin und Trainerin
- Petrowa, Olga Jewgenjewna (* 1986), russische Fußballspielerin
- Petrowa, Stanimira (* 1990), bulgarische Boxerin
- Petrowa, Tatjana Walerjewna (* 1983), russische Langstrecken- und Hindernisläuferin
- Petrowa, Tonka (* 1947), bulgarische Mittelstreckenläuferin
- Petrowa, Totka (* 1956), bulgarische Mittelstreckenläuferin
- Petrowa, Wera Petrowna (1927–2001), sowjetische Schauspielerin und Synchronsprecherin
- Petrowa, Xenija Semjonowna (1892–1942), russische bzw. sowjetische Lehrerin und Dichterin
- Petrowitsch, Michael (* 1968), österreichischer Minderheitenrechtler, Künstler und Kurator
- Petrowitsch, Peter (1715–1719), Kronprinz von Russland
- Petrowitschew, Pjotr Iwanowitsch (1874–1947), russischer Landschaftsmaler
- Petrowska Quilico, Christina (* 1948), kanadische Pianistin und Musikpädagogin
- Petrowskaja, Jelena Wladimirowna (* 1962), russische Philosophin, Anthropologin und Kulturwissenschaftlerin
- Petrowskaja, Katja (* 1970), ukrainisch-deutsche Schriftstellerin und JournalistinKatja Petrowskaja (* 1970)

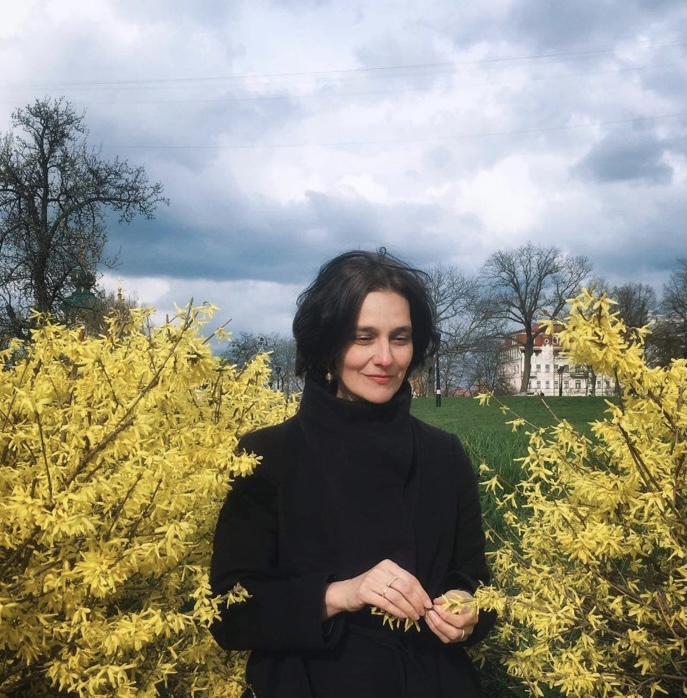
Katja Petrowskaja (* 1970)

- Petrowski, Alexander Alexejewitsch (* 1989), russischer Radrennfahrer
- Petrowski, Alexei Alexejewitsch (1873–1942), russischer Physiker und Hochschullehrer
- Petrowski, Grigori Iwanowitsch (1878–1958), ukrainisch-sowjetischer Revolutionär und Politiker
- Petrowski, Iwan Georgijewitsch (1901–1973), sowjetischer Mathematiker
- Petrowski, Leonid Grigorjewitsch (1902–1941), sowjetischer Generalleutnant
- Petrowski, Mark Wjatscheslawowitsch (* 1999), russischer Boxer (Superschwergewicht)
- Petrowsky, Ernst-Ludwig (1933–2023), deutscher Jazz-Saxophonist, Klarinettist, Flötist, Komponist
- Petrowsky, Martin G. (* 1942), österreichischer Autor und Herausgeber
- Petrowych, Marija Sergejewna (1908–1979), russische Dichterin und Übersetzerin

#### Petroz
- Petrozza, Frank (* 1970), deutsch-kanadischer Eishockeyspieler
- Petrozza, Mille (* 1967), deutscher Gitarrist und Sänger italienischer HerkunftMille Petrozza (* 1967)

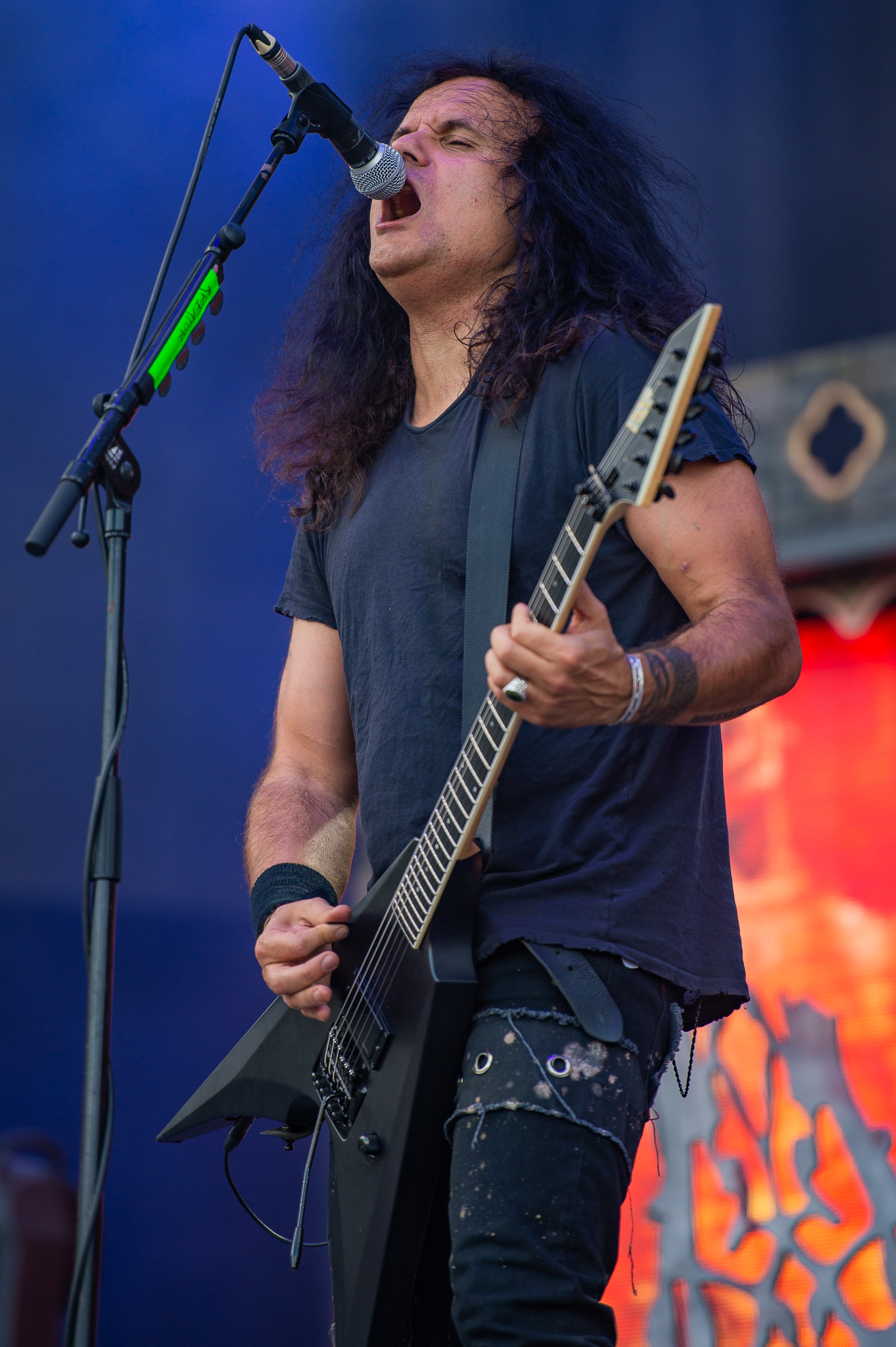
Mille Petrozza (* 1967)

- Petrozzi, Francesco (1961–2024), peruanischer Opernsänger (Tenor) und Politiker

### Petrs
- Petrschak, Konstantin Antonowitsch (1907–1998), russischer Physiker

### Petru
- Petru Aron († 1467), Fürst der Moldau
- Petru Rareș (1483–1546), Woiwode des Fürstentums Moldau
- Petru, Christian (* 1983), österreichischer Sänger
- Petru, Emil (1939–1995), rumänischer Fußballspieler
- Petru, Josie (1876–1907), slawonische Opernsängerin (Alt)
- Petrů, Karel (1891–1949), tschechoslowakischer Fußballfunktionär und Journalist
- Petru, Ryszard (* 1972), polnischer Wirtschaftswissenschaftler und Politiker
- Petruccelli della Gattina, Ferdinando (1815–1890), italienischer Journalist, Schriftsteller und Politiker
- Petrucci, Alfonso (1491–1517), römisch-katholischer Bischof und Kardinal
- Petrucci, Antonio (1907–1981), italienischer Journalist, Drehbuchautor und Filmregisseur
- Petrucci, Borghese (1490–1526), italienischer Politiker
- Petrucci, Danilo (* 1990), italienischer MotorradrennfahrerDanilo Petrucci (* 1990)

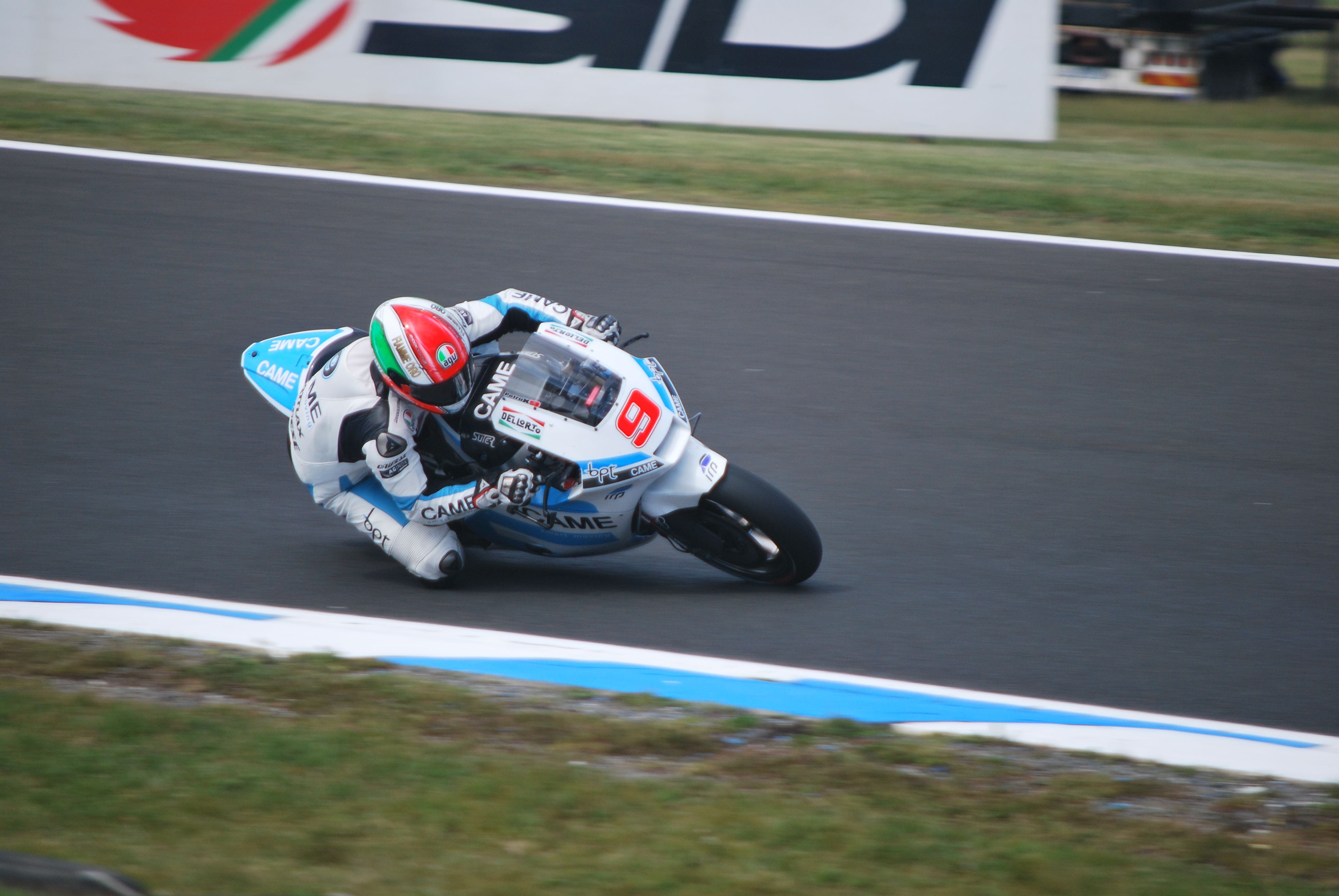
Danilo Petrucci (* 1990)

- Petrucci, Davide (* 1991), italienischer Fußballspieler
- Petrucci, Domenico († 1598), italienischer Geistlicher und Bischof
- Petrucci, Francesco (1660–1719), italienischer Maler und Kopist
- Petrucci, Gianni (* 1954), italienischer Sportfunktionär
- Petrucci, Gilles (* 1968), französischer Fußballspieler
- Petrucci, John (* 1967), US-amerikanischer MusikerJohn Petrucci (* 1967)

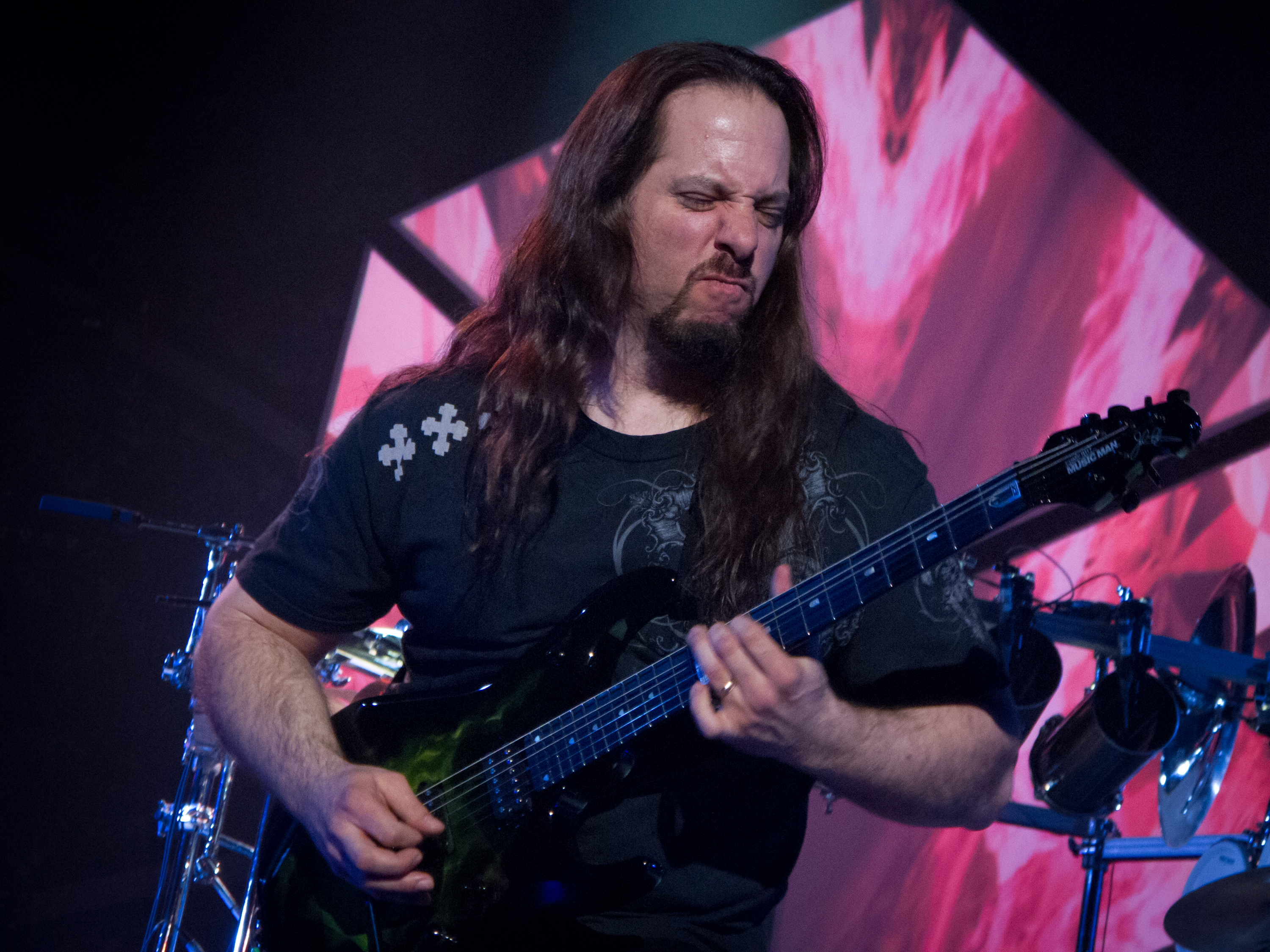
John Petrucci (* 1967)

- Petrucci, Loretto (1929–2016), italienischer Radrennfahrer
- Petrucci, Mario (1893–1972), italienisch-österreichischer Bildhauer
- Petrucci, Ottaviano (1466–1539), italienischer Buchdrucker und Musikverleger
- Petrucci, Pandolfo († 1512), italienischer Herrscher von Siena
- Petrucci, Raffaele (1472–1522), Kardinal
- Petrucciani, Louis (* 1958), französischer Jazzmusiker (Kontrabass)
- Petrucciani, Michel (1962–1999), französischer Jazzpianist
- Petrucciani, Philippe (* 1957), französischer Jazzmusiker (Gitarre, Komposition)
- Petrucciani, Ricky (* 2000), Schweizer Sprinter
- Petrucciani, Tony (* 1936), französischer Jazzgitarrist
- Petruccio de Migliolo († 1481), italienischer römisch-katholischer Bischof
- Petrucelli, Luis (1903–1941), argentinischer Bandoneonist, Bandleader und Tangokomponist
- Petruchno, Denys (* 1989), ukrainischer Eishockeyspieler
- Petruk, Roman (* 2003), ukrainischer Hochspringer
- Petrulis, Domas (* 1981), litauischer Politiker
- Petrulis, Napoleonas (1909–1985), litauisch-russischer Bildhauer und Hochschullehrer
- Petrulis, Vytautas (1890–1942), litauischer Politiker und Premierminister
- Petrúnella Skúladóttir (* 1985), isländische Basketballspielerin
- Petrunin, Jefim Anatoljewitsch (* 1990), russischer Schauspieler
- Petrunkewitsch, Alexander Iwanowitsch (1875–1964), russischer Paläontologe
- Petrunowa, Boni (* 1954), bulgarische Mittelalterarchäologin
- Petruo, Heinz (1918–2001), deutscher Rundfunksprecher, Schauspieler, Synchronsprecher und Synchronregisseur
- Petruo, Thomas (1956–2018), deutscher Schauspieler, Synchronsprecher und Moderator
- Petruo, Vanessa (* 1979), deutsche PopsängerinVanessa Petruo (* 1979)

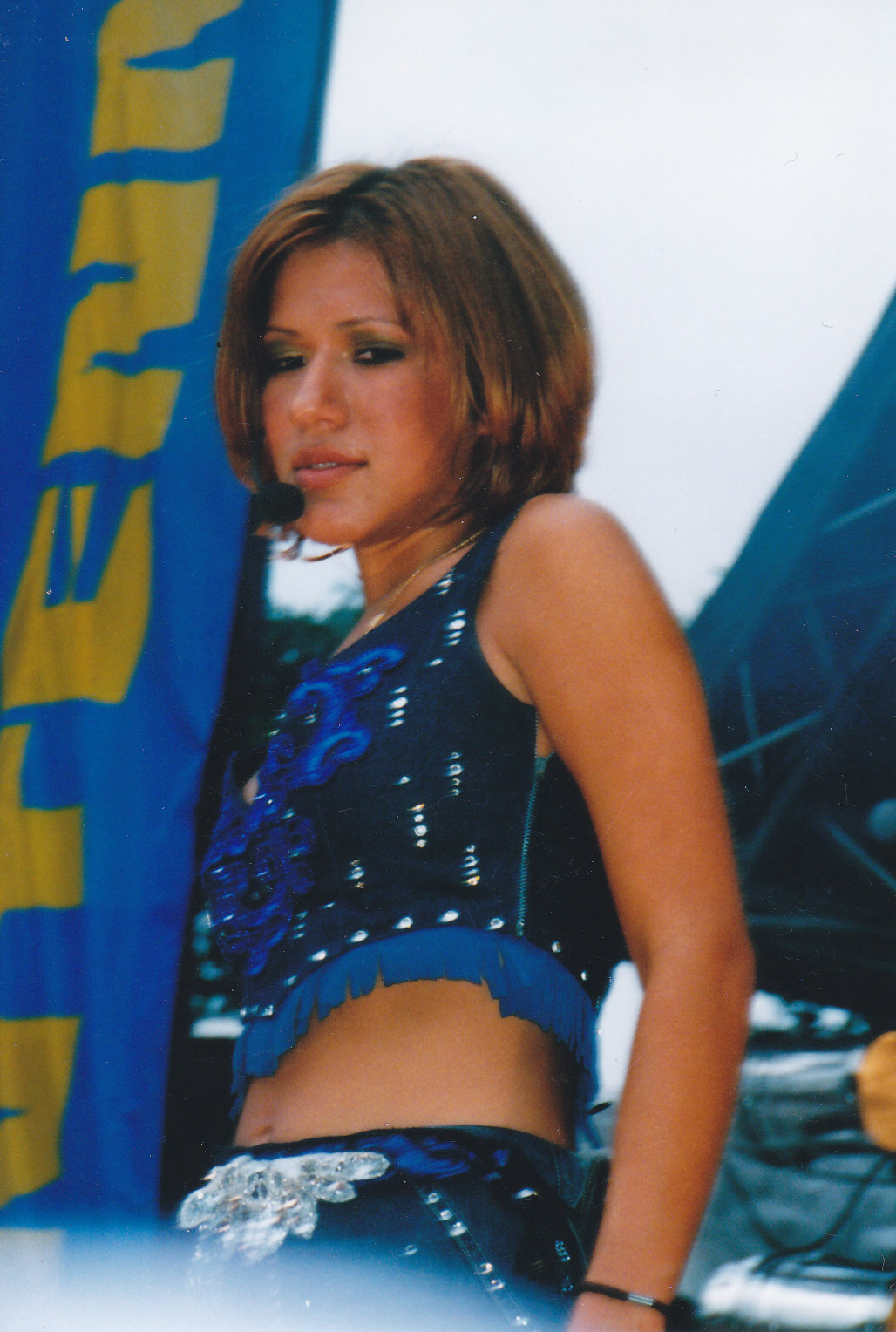
Vanessa Petruo (* 1979)

- Petrus, sogenannter Erzbischof der Rus
- Petrus, spätantiker Politiker und Konsul (516)
- Petrus († 506), spätantiker Usurpator in Spanien
- Petrus († 1197), Erzbischof von Uppsala
- Petrus († 1300), römisch-katholischer Geistlicher, Bischof von Cammin
- Petrus († 1401), Abt Reichsabtei Rot an der Rot
- Petrus, Mitdoge von Venedig
- Petrus Abaelardus (1079–1142), französischer Philosoph, Scholastiker und SchriftstellerPetrus Abaelardus (1079–1142)

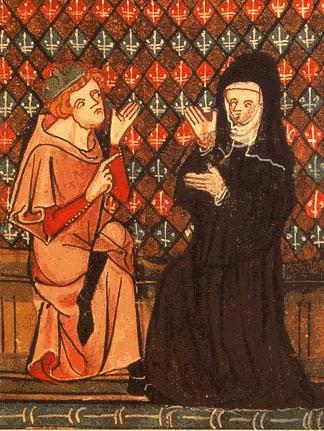
Petrus Abaelardus (1079–1142)

- Petrus Alfonsi, spanischer Arzt und Astronom
- Petrus Archiepiscopus, Theologe an der Pariser Universität
- Petrus Armengol (1238–1304), spanischer Mercedarier
- Petrus Cantor († 1197), Theologe und Kantor an Notre Dame von Paris
- Petrus Capuanus († 1214), italienischer Kardinal
- Petrus Cellensis († 1183), französischer Abt und Bischof sowie geistlicher Schriftsteller
- Petrus Chrysologus, Bischof und Kirchenlehrer
- Petrus Comestor († 1178), französischer Theologe
- Petrus Damiani († 1072), Bischof
- Petrus de Alvernia († 1304), Magister der scholastischen Philosophie und der Theologie
- Petrus de Collemedio († 1253), Kardinalbischof von Albano, Legat, Erzbischof von Rouen
- Petrus de Crescentiis, italienischer Jurist und Botaniker
- Petrus de Cruce, französischer Komponist und Musiktheoretiker
- Petrus de Dacia, dänischer Mathematiker und Astronom
- Petrus de Ebulo, Autor, Kleriker, Arzt
- Petrus de Palude († 1342), scholastischer Theologe und Bischof
- Petrus de Pretio, italienischer Notar, Vizekanzler und Publizist
- Petrus de Prussia, Dominikaner und erster Biograf von Albertus Magnus
- Petrus de Scotia (1450–1520), Theologe, Erster Rektor der Universität Kopenhagen
- Petrus de Vinea († 1249), Kanzler des Kaisers Friedrich II.
- Petrus der Iberer (411–491), georgischer Prinz, später Mönch und Bischof von Gaza-Maiuma
- Petrus Diaconus, Bibliothekar und Archivar von Montecassino
- Petrus Fullo († 488), Patriarch von Antiochia
- Petrus Helie, französischer Sprachwissenschaftler und Sprachphilosoph
- Petrus Hispanus, spanischer Logiker des Mittelalters
- Petrus I. († 1348), Abt im Kloster St. Blasien
- Petrus I. († 1429), Abt von Neuzelle, Märtyrer und Seliger
- Petrus I. († 1427), deutscher Benediktiner und Abt
- Petrus I. von Grado († 878), Patriarch von Grado im Nordosten Italiens (874–878)
- Petrus Johannis Olivi, französischer Theologe
- Petrus Lombardus († 1160), italienischer Scholastiker; römisch-katholischer Theologe; Bischof von Paris (1159–1160)Petrus Lombardus († 1160)

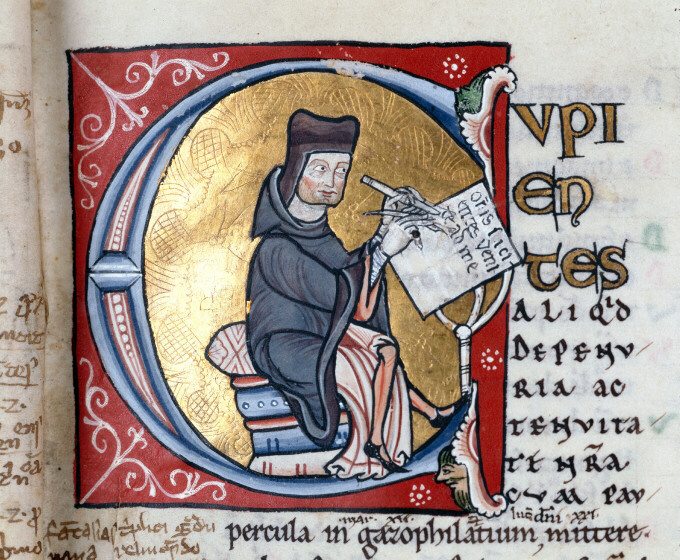
Petrus Lombardus († 1160)

- Petrus Magni (1462–1534), schwedischer Mönch und Bischof von Västerås
- Petrus Martínez von Osma († 1480), spanischer Theologe
- Petrus Martyr von Anghiera (1457–1526), Geschichtsschreiber
- Petrus Musandinus, Arzt und Autor
- Petrus Peregrinus de Maricourt, französischer Physiker
- Petrus Riga († 1209), französischer Geistlicher und Dichter
- Petrus Venerabilis († 1156), Theologe und Klosterreformer
- Petrus von Alcantara (1499–1562), Heiliger
- Petrus von Blois, französischer Dichter und Diplomat
- Petrus von Dacien († 1289), schwedischer Dominikaner und Mystiker
- Petrus von Kolshusen († 1552), deutscher Holzschnitzer
- Petrus von Narbonne († 1391), französischer Franziskaner; römisch-katholischer Heiliger
- Petrus von Passau († 1280), Bischof von Passau
- Petrus von Pisa, Grammatiker
- Petrus von Poitiers († 1205), französischer Theologe
- Petrus von Reichenau († 786), Abt des Klosters Reichenau (782–786)
- Petrus von Tusculum († 1049), Kardinal, Kanzler und Bibliothekar der Heiligen Römischen Kirche
- Petrus von Verona († 1252), dominikanischer Prediger, Inquisitor und MärtyrerPetrus von Verona († 1252)

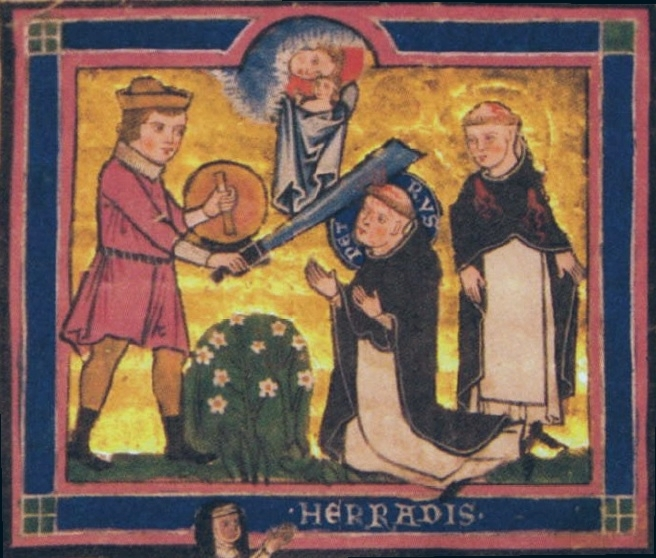
Petrus von Verona († 1252)

- Petrus Wilhelmi de Grudencz (* 1392), Komponist und Dichter
- Petrus, Klaus (* 1967), Schweizer Philosoph
- Petrus, Lotto (* 1987), namibischer Straßenradrennfahrer
- Petruš, Lubomír (* 1990), tschechischer Cyclocross- und Straßenradrennfahrer
- Petrus, Mitch (1987–2019), US-amerikanischer American-Football-Spieler
- Petrus, Suffridus (1527–1597), Historiker, Philologe, Jurist und Universitätsprofessor
- Petrus, Thiagus (* 1989), brasilianischer Handballspieler
- Petrus-Pekny, Eva (1924–2020), österreichische Schauspielerin und Autorin
- Petruschat, Jörg (* 1958), deutscher Kulturwissenschaftler und Philosoph
- Petruschenka, Raman (* 1980), belarussischer Kanute
- Petruschewskaja, Ljudmila Stefanowna (* 1938), russische Schriftstellerin und Dramatikerin
- Petruschewski, Alexander Wassiljewitsch (1898–1976), sowjetischer Generaloberst
- Petruschewski, Fjodor Fomitsch (1828–1904), russischer Physiker und Hochschullehrer
- Petruschewski, Ilja Pawlowitsch (1898–1977), sowjetischer Historiker und Orientalist
- Petruschewski, Wassili Fomitsch (1829–1891), russischer Militäringenieur, Chemiker und Erfinder
- Petruschewytsch, Jewhen (1863–1940), ukrainischer Politiker
- Petruschin, Nikolai Alexandrowitsch (* 1979), russischer Skispringer
- Petruschka, Ilonka (* 1973), deutsche Schauspielerin und Transgender-Consultant
- Petruschka, Sigmund (1903–1997), deutsch-israelischer Jazzmusiker, Bandleader, Arrangeur und Komponist
- Petruschke, Bernhard (1910–2005), deutscher Motorradrennfahrer
- Petrušenko, Iļja (* 1999), lettischer Leichtathlet
- Petrušev, Filip (* 2000), serbischer BasketballspielerFilip Petrušev (* 2000)

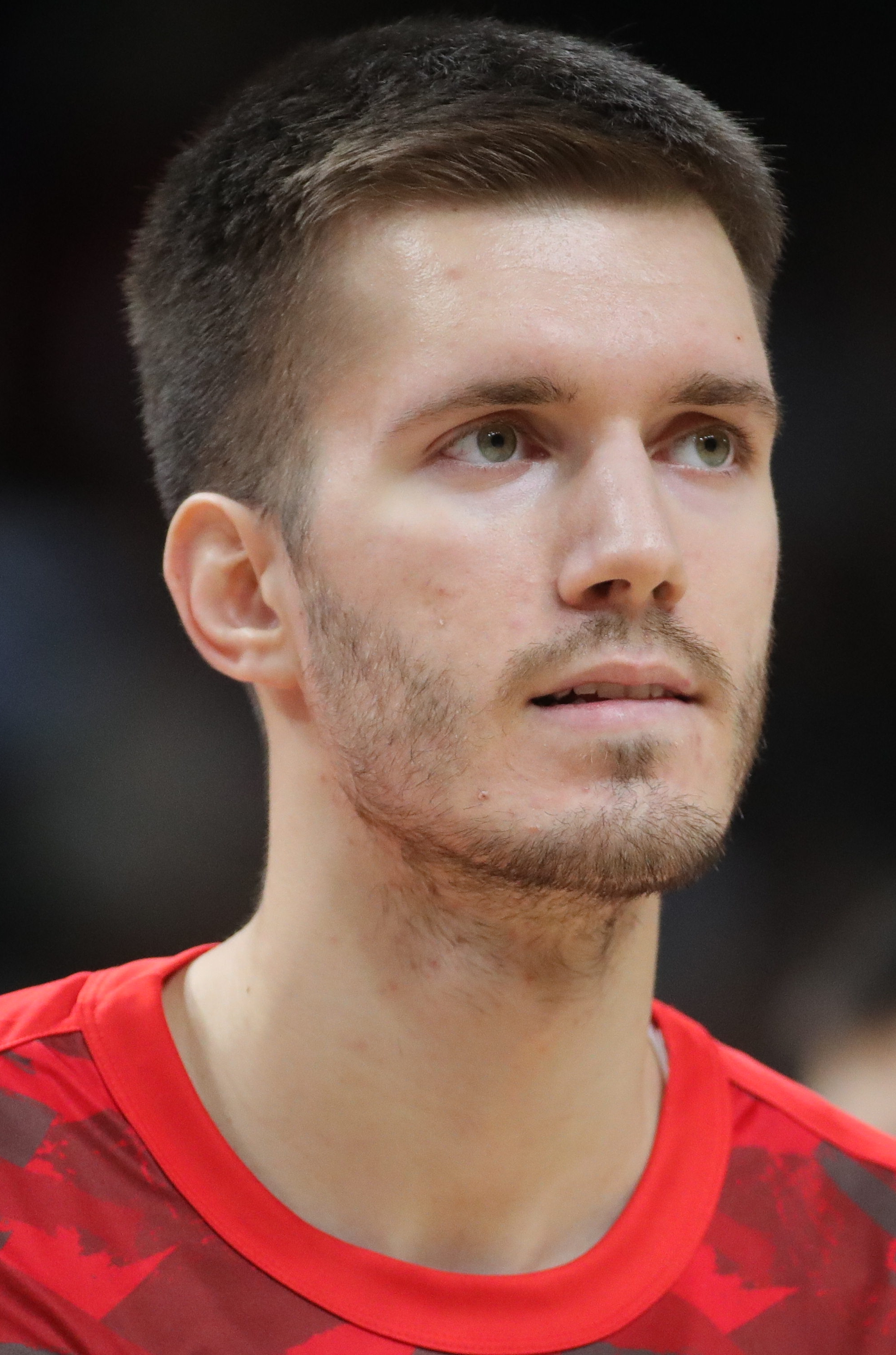
Filip Petrušev (* 2000)

- Petrusevičius, Algirdas (* 1937), litauischer Politiker, Mitglied des Seimas
- Petruševski, Mihail D. (1911–1990), jugoslawischer Altphilologe
- Petrusewicz, Marek (1934–1992), polnischer Brustschwimmer und Weltrekordhalter
- Petrushansky, Boris (* 1949), russischer klassischer Pianist
- Petrusjowa, Natalja Anatoljewna (* 1955), sowjetische Eisschnellläuferin
- Petruška, Richard (* 1969), slowakisch-italienischer Basketballspieler
- Petrusma, Hank (* 1942), australischer Politiker
- Petruso, Franco (* 1988), deutsch-italienischer Fußballspieler
- Petrušová, Anna (* 1984), slowakische Fußballspielerin
- Petrussen, Amandus (1927–1993), grönländischer Politiker (Atassut), Katechet, Pastor, Richter, Schriftsteller und Dichter
- Petrussen, Iisaavaraq (* 1960), grönländischer Musiker
- Petrussen, Johanne (1950–2023), grönländische Politikerin (Inuit Ataqatigiit), Journalistin, Dolmetscherin und Übersetzerin
- Petrussenko, Oksana (1900–1940), ukrainische Opernsängerin (Sopran)
- Petrusson, Olle (* 1943), schwedischer Biathlet
- Petrussow, Georgi Grigorjewitsch (1903–1971), sowjetischer Fotograf
- Petruț, Emanoil (1932–1983), rumänischer Schauspieler
- Petružálek, Jakub (* 1985), tschechischer Eishockeyspieler
- Petruželová, Lucie (* 2002), tschechische Tennisspielerin
- Petruzzelli, Michele (* 1961), italienischer Ordensgeistlicher, Abt von Santissima Trinità di Cava de’ Tirreni
- Petruzzellis, Stefano (* 1950), italienischer Fernsehregisseur
- Petruzzy, Ambrosius († 1652), italienischer Steinmetzmeister und Bildhauer des Barock
- Petruzzy, Domenicus († 1683), italienischer Steinmetzmeister und Bildhauer des Barock

### Petry
- Petry, Achim (1927–2014), deutscher Schauspieler und Synchronsprecher
- Petry, Achim (* 1974), deutscher Sänger und SongwriterAchim Petry (* 1974)

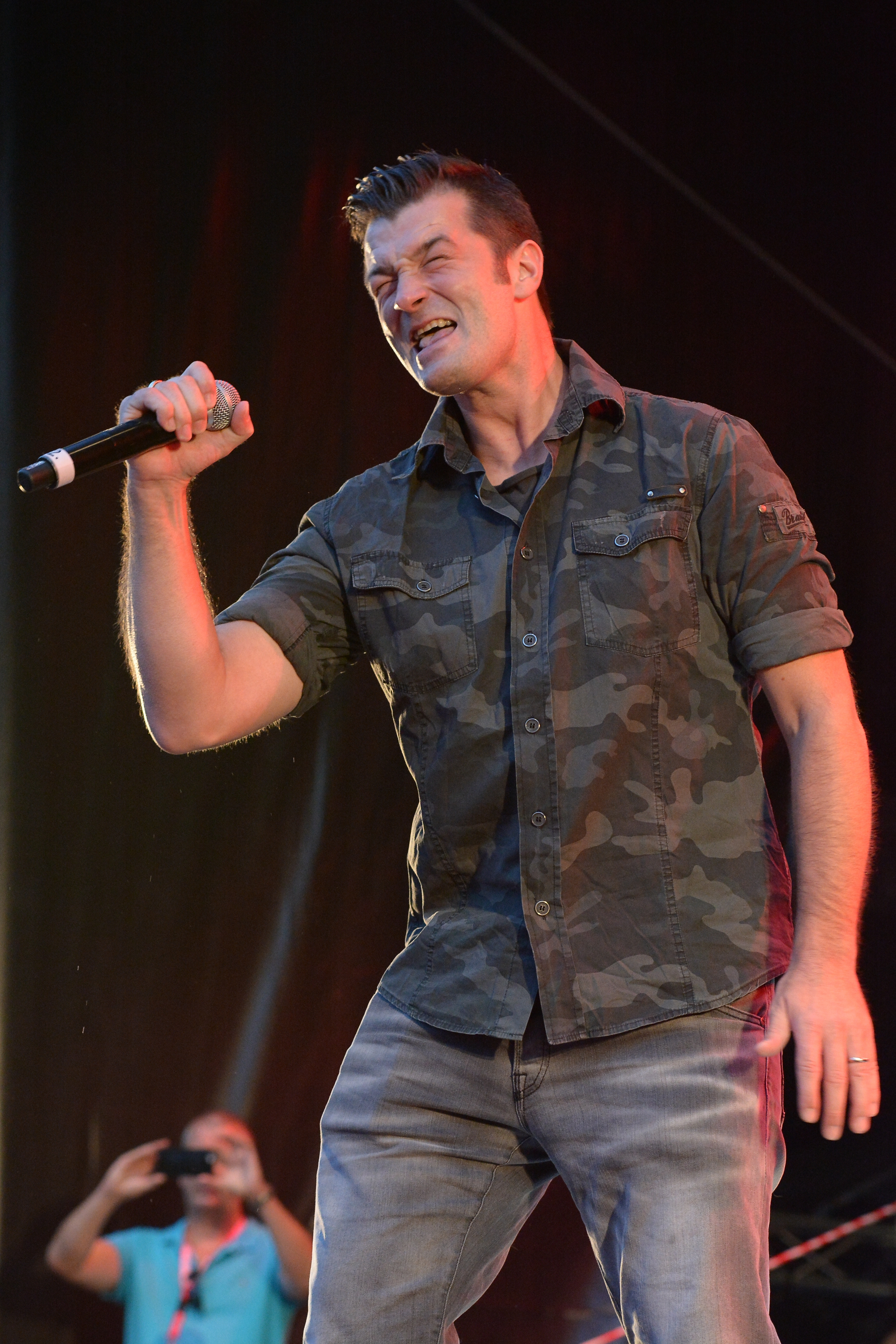
Achim Petry (* 1974)

- Petry, Ann (1908–1997), US-amerikanische Schriftstellerin
- Petry, Augustinho (* 1938), brasilianischer Geistlicher, emeritierter römisch-katholischer Bischof von Rio do Sul
- Petry, Axel, deutscher Jazz- und Improvisationsmusiker (Multiinstrumentalist, Komponist)
- Petry, Bill, deutscher Trompeter und Komponist
- Petry, Brigitt (1943–1971), deutsche Sängerin und Komponistin
- Petry, Christian (1941–2018), deutscher Autor
- Petry, Christian (* 1965), deutscher Politiker (SPD), MdB
- Petry, Erik (* 1961), deutscher Historiker
- Petry, Franz (1889–1915), Ökonom
- Petry, Frauke (* 1975), deutsche Politikerin (AfD, parteilos), MdL, Chemikerin und ehemalige UnternehmerinFrauke Petry (* 1975)

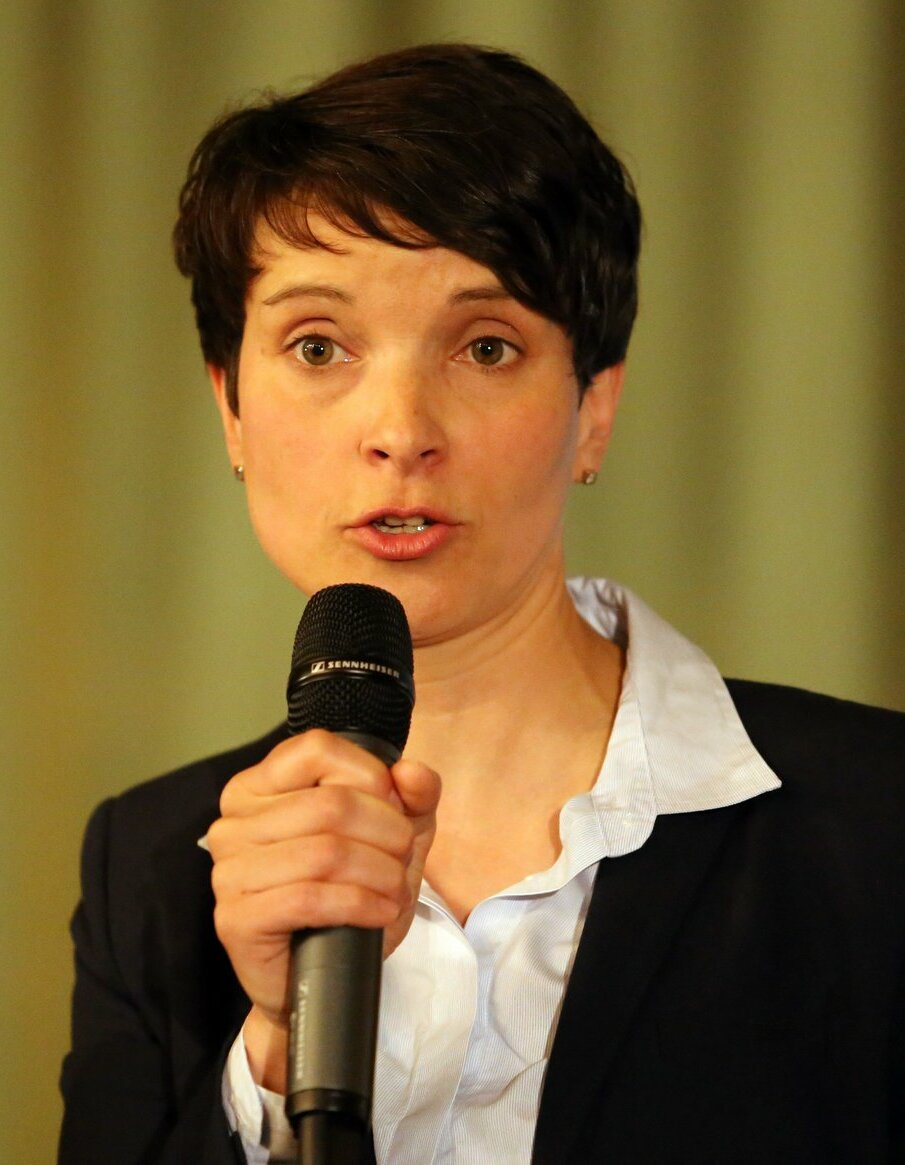
Frauke Petry (* 1975)

- Petry, Friedrich Ludwig (1840–1927), deutscher Reichsgerichtsrat
- Petry, Günther (* 1949), deutscher Oberbürgermeister von Kehl
- Petry, Heinrich (1832–1904), deutscher Bildhauer und Hochschullehrer
- Petry, Heinz (1928–1945), deutscher Hitlerjunge
- Pétry, Irène (1922–2007), belgische Politikerin und Richterin
- Petry, Jeff (* 1987), US-amerikanischer Eishockeyspieler
- Petry, Johann Thomas (1720–1799), deutscher Architekt und Baubeamter
- Petry, Karl Ulrich (1957–2020), deutscher Gynäkologe
- Petry, Kerstin (* 1971), deutsche Journalistin, Fernsehmoderatorin und Sprecherin
- Petry, Lasse (* 1992), dänischer Fußballspieler
- Petry, Leo (* 1948), deutscher Politiker (SPD), MdL
- Petry, Leroy (* 1979), US-amerikanischer Sergeant First Class der United States Army
- Petry, Ludwig (1908–1991), deutscher Historiker
- Petry, Manfred (* 1953), deutscher Politiker (Freie Wähler)Manfred Petry (* 1953)

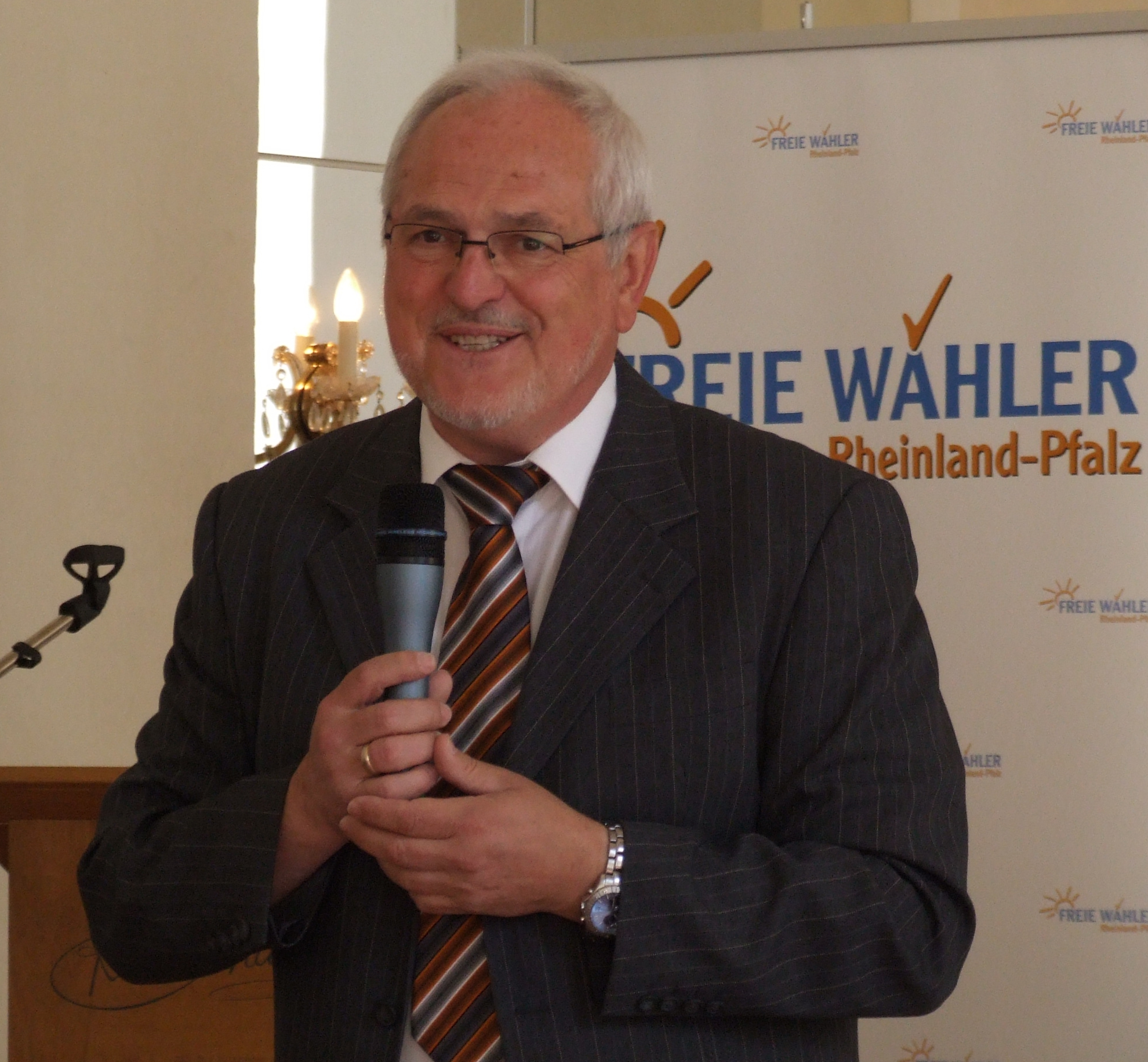
Manfred Petry (* 1953)

- Petry, Marco (* 1975), deutscher Filmregisseur und Drehbuchautor
- Petry, Mathias (* 1964), deutscher Schriftsteller, Journalist und Musiker
- Petry, Maurice (* 1955), belgischer Radrennfahrer
- Petry, Michael (* 1960), US-amerikanischer Künstler, Museumsdirektor und Autor
- Petry, Michael (* 1976), deutscher Fußballspieler und -trainer
- Petry, Michael John (1933–2003), britischer Philosophiehistoriker und Hochschuillehrer
- Petry, Moritz (* 1975), deutscher Politiker (CDU)
- Petry, Nadine (* 1981), deutsche Schauspielerin, Sängerin und Model
- Petry, Sabine (* 1979), deutsche Basketballspielerin
- Petry, Susanne, deutsches Fotomodell, Tanzsportlerin, Fitnesstrainerin sowie Schönheitskönigin
- Petry, Tanja (* 1969), deutsche Filmeditorin
- Petry, Thomas (* 1964), deutscher Politiker (Bündnis 90/Die Grünen)
- Petry, Thorsten (* 1976), deutscher Ökonom und Hochschullehrer
- Petry, Ute (1927–2009), deutsche Malerin
- Petry, Valentin (1928–2016), deutscher Radrennfahrer
- Petry, Wolfgang (* 1951), deutscher Schlagersänger und Liedermacher
- Petry, Yves (* 1967), belgischer Schriftsteller und Journalist
- Petry, Zsolt (* 1966), ungarischer Fußballspieler und -trainer
- Petry-Lassak, Thilo (* 1970), deutscher Kinderbuchautor
- Petryk, Anastassija (* 2002), ukrainische Sängerin
- Petryka, Jan, polnisch-österreichischer Opernsänger (Tenor)
- Petrylaitė, Daiva (* 1977), litauische Arbeitsrechtlerin und Verfassungsrichterin
- Petrynenko, Diana (1930–2018), ukrainische Sängerin
- Petrynko, Oleksandr (* 1976), ukrainischer Theologe, Erzpriester, Rektor
- Petryzkyj, Anatolij (1895–1964), sowjetisch-ukrainischer Künstler und Bühnenmaler

### Petrz
- Petržela, Milan (* 1983), tschechischer Fußballspieler
- Petržela, Vlastimil (* 1953), tschechoslowakischer Fußballspieler und -trainer
- Petrželka, Vilém (1889–1967), tschechischer Komponist
- Petrzika, Karsten (* 1968), deutscher Fußball- und Handballkommentator
- Petržilková, Tereza (* 1993), tschechische Sprinterin